# Franja de Gaza
La Franja de Gaza (en árabe: قطاع غزة‎, romanizado: Qiṭāʿ Ġazza o Qita' Ghazzah), a veces referida simplemente como Gaza, es una estrecha banda de tierra densamente poblada y situada en el Oriente Próximo, de la que 51 kilómetros lindan con el suroeste de Israel y otros 11 lo hacen con el noreste de la península del Sinaí (Egipto), mientras que al oeste linda con el mar Mediterráneo. Es el más pequeño de los dos Territorios Palestinos (junto con Cisjordania) que componen el Estado de Palestina.
El territorio estuvo controlado por Egipto durante la guerra árabe-israelí de 1948, y se convirtió en un refugio para palestinos que escapaban o habían sido expulsados durante la guerra de Palestina de 1948. Durante la guerra de los Seis Días de 1967, Israel capturó y ocupó la Franja de Gaza, iniciando una larga ocupación militar de los territorios palestinos. Los acuerdos de Oslo de mediados de la década de 1990 establecieron la Autoridad Nacional Palestina como una autoridad gobernante limitada, liderada inicialmente por el partido secular Fatah hasta su derrota electoral en 2006 a manos de Hamás. Hamás tomó entonces control del gobierno de Gaza en una breve guerra civil el año siguiente, tras lo cual continuó su conflicto con Israel.
La Franja de Gaza tiene 41 kilómetros de largo y entre 6 y 12 kilómetros de ancho, con un total de 360 km². Con una población de 1 943 398 habitantes en 2017, la Franja de Gaza es la tercera entidad política más densamente poblada del mundo, por detrás solamente de Singapur y Hong Kong. Una amplia tierra de nadie de 500 metros impuesta por el ejército israelí hace que una parte de la superficie de la Franja no sea accesible para sus habitantes (un total de 29 km², más del 8 % del territorio de la Franja). Con una tasa de crecimiento anual del 2,33% en 2017, la Franja de Gaza es la trigésimo primera entidad política con mayor crecimiento demográfico del mundo. Debido a dicho bloqueo, la población de la Franja no tiene la capacidad de entrar o salir de ella cuando lo deseen, como tampoco se puede importar o exportar productos libremente. La mayor parte de la población de este enclave es de religión musulmana suní.
El territorio de Palestina está definido en los acuerdos de Oslo y en la resolución 1860 del Consejo de Seguridad de la ONU, por el que era admitida por la Asamblea General de las Naciones Unidas como Estado con el estatus de «estado observador no-miembro» bajo el nombre de Estado de Palestina. La Franja de Gaza, junto con Cisjordania, Jerusalén Este y los Altos del Golán, está considerada por la comunidad internacional como «territorio ocupado» por Israel desde 1967. Además, desde 2007 está sujeta a un bloqueo militar por parte de Israel y Egipto.
A pesar de la retirada unilateral israelí de la Franja de Gaza en 2005, las Naciones Unidas, las organizaciones internacionales por los derechos humanos, y la mayoría de los gobiernos y de los expertos legales del mundo consideran que la Franja de Gaza todavía está ocupada por Israel, que a su vez se ve ayudada en su ocupación por las restricciones impuestas desde Egipto. Israel mantiene el control directo de las fronteras de Gaza y un control indirecto de la vida dentro de la Franja: controla sus espacios aéreo y marítimo, así como seis de los siete pasos fronterizos gazatíes. Además, se reserva el derecho de entrar en la Franja de Gaza cuando lo considere oportuno y su ejército mantiene una tierra de nadie dentro del propio territorio gazatí. La Franja de Gaza depende de Israel en términos de agua corriente, electricidad, telecomunicaciones y otros servicios.
Es un territorio palestino autogobernado que, junto con Cisjordania, conforma el Estado de Palestina gobernado por la Autoridad Nacional Palestina, pero que desde junio de 2007 es gobernada de facto por Hamás, una organización islamista palestina considerada organización terrorista por la Unión Europea, Australia, Canadá, Japón, Israel, Estados Unidos, Argentina, Paraguay, Nueva Zelanda y el Reino Unido, aunque no así por Rusia, Turquía, Brasil, China, Noruega. o Suiza Hamás llegó al poder de manera democrática en las elecciones parlamentarias de 2006, las últimas que han tenido lugar en Palestina. Cuando Hamás ganó las elecciones legislativas palestinas de 2006, el partido político derrotado, Fatah, se negó a entrar en coalición con Hamás hasta que Arabia Saudita consiguió cerrar entre ellos un breve acuerdo de gobierno. Cuando la presión conjunta de Israel y Estados Unidos consiguió hacer descarrilar este acuerdo, la Autoridad Nacional Palestina constituyó un gobierno sin Hamás en Cisjordania mientras Hamás formaba su propio gobierno en la Franja de Gaza. Las sanciones económicas por parte tanto de Israel como de algunos países europeos como Hungría, Polonia, República Checa o Eslovaquia continuaron creciendo. Una breve guerra civil entre ambos grupos palestinos tuvo lugar en la Franja de Gaza cuando Fatah se negó a aceptar la administración de Hamás. Hamás venció en dicho conflicto y expulsó de la Franja a los funcionarios partidarios de Fatah y a los miembros de los cuerpos de seguridad de la Autoridad Nacional Palestina, manteniéndose desde entonces como el único partido a cargo de la administración de este territorio costero.
El desempleo se elevó en 2019 al 53 % de la población activa, la pobreza alcanzó a más de una de cada dos personas y la economía local se ha derrumbado (-6,9 % de crecimiento en 2018). Asimismo, las infraestructuras y “las capacidades productivas se han destruido”, subraya la Conferencia de las Naciones Unidas sobre Comercio y Desarrollo.

## Geografía y clima

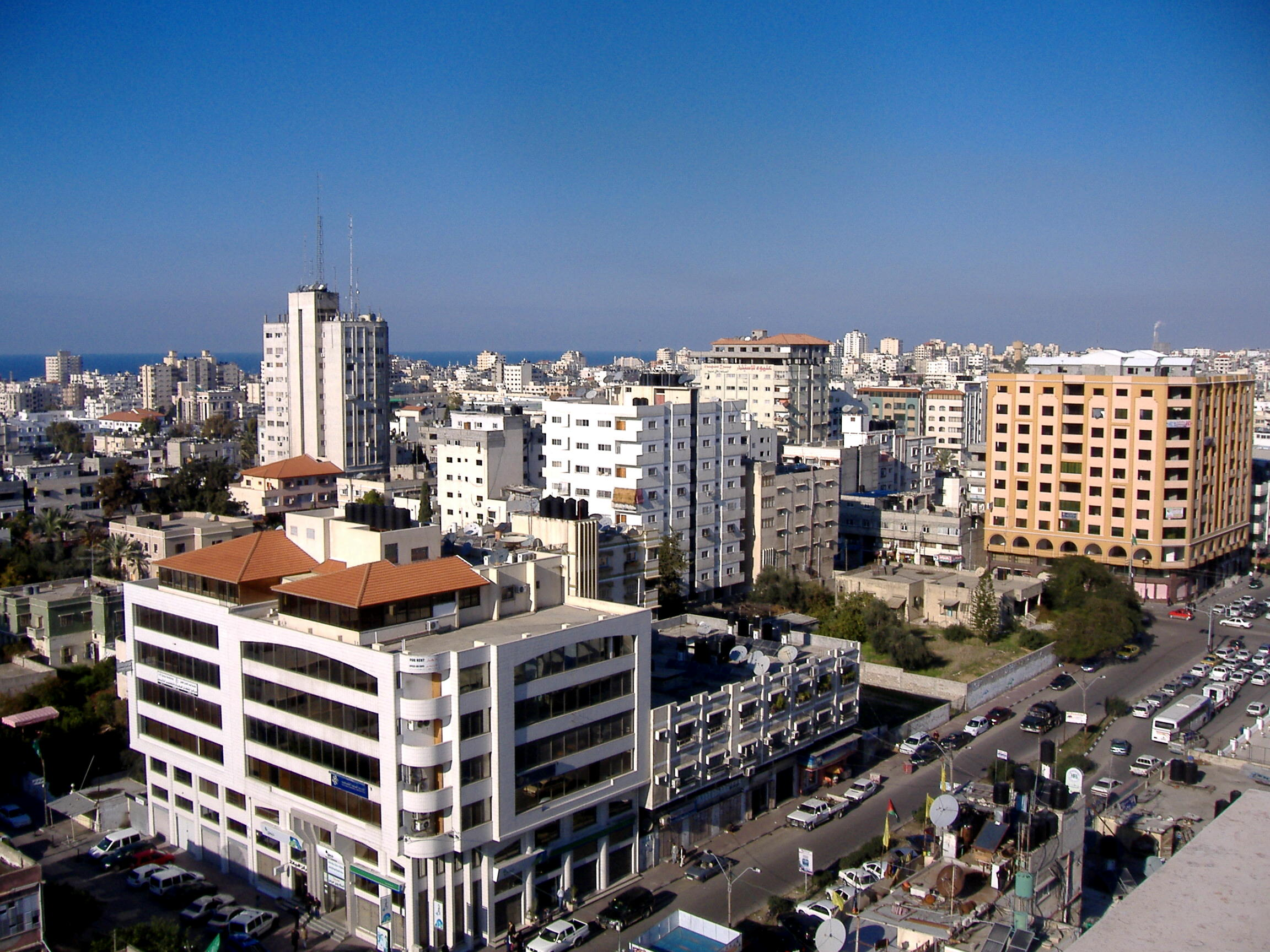
Ciudad de Gaza.

La Franja de Gaza está situada en el Oriente Próximo, entre los 31° 25′ N y los 34° 20′ E. Tiene 51 km de frontera con Israel y 11 con Egipto, así como 40 km de costa en el mar Mediterráneo. Su clima es árido, con inviernos suaves (en los que casi todas las precipitaciones anuales tienen lugar) y veranos secos y cálidos, expuestos a las sequías. A pesar del carácter seco de su clima, la humedad es alta durante todo el año. El territorio es llano u ondulado, con dunas cerca de la costa y el punto más alto está a 105 m s. n. m. (Abu 'Awdah o Joz Abu 'Auda). Los recursos naturales se limitan a las tierras de cultivo (un tercio de la Franja está irrigada), aunque recientemente se ha descubierto gas natural. Entre los problemas medioambientales se incluyen la desertificación, la salinización del agua, el tratamiento de aguas residuales, las enfermedades producidas por el agua contaminada, la degradación de los suelos, el agotamiento de los terrenos y contaminación de las aguas subterráneas. La Franja de Gaza depende ampliamente del río Habesor, el cual es también un recurso para Israel.

## Historia
Históricamente parte de la región de Palestina, el área estuvo controlada desde el siglo XVI por el Imperio otomano. En época del Imperio otomano la Franja de Gaza pertenecía a la administración de Gaza, dependiente a su vez junto a Jaffa y Hebrón del distrito o sanjak de Jerusalén, incluido dentro del vilayato de Siria. Aunque la población de la región era en general pluriconfesional, según el censo de 1914-15, en Gaza el 98 % de sus habitantes eran musulmanes.

### Comienzos delsigloXX

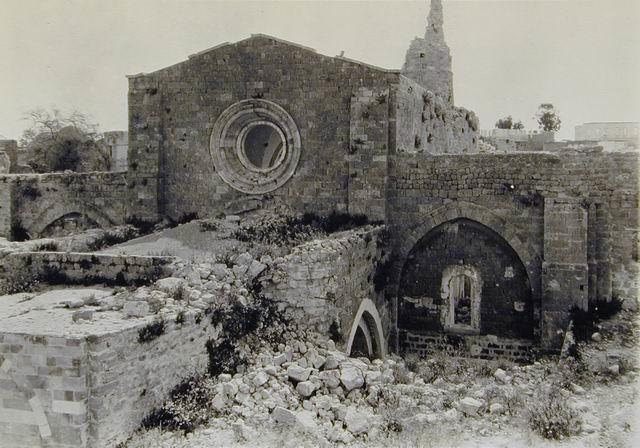
Gran Mezquita de Gaza tras un bombardeo británico en 1917.

El 1 de octubre de 1906, los otomanos y el Imperio británico establecieron la frontera internacional de la región con Egipto, que era gobernado por los británicos.
Durante la Primera Guerra Mundial, entre 1915-1916, el Alto comisario británico Henry McMahon y el emir Husein del Hiyaz establecieron un acuerdo por el cual la Franja de Gaza y la mayoría de los territorios árabes asiáticos pertenecientes al Imperio otomano se incorporarían, a cambio del apoyo de éstos a los aliados, a un futuro reino árabe. Pero paralelamente se negociaron otros acuerdos secretos entre Francia y Gran Bretaña, los denominados Sykes-Picot, por los cuales se repartían estos mismos territorios entre ellos, dejando el área de Palestina indefinida. Durante la Conferencia de paz de París de 1919 las potencias europeas ganadoras impidieron la creación del prometido reino árabe unificado que el emir Faisal reivindicó, estableciendo una serie de mandatos que les permitieron repartirse y tutelar toda la región.
Con la derrota de las Potencias Centrales en la Primera Guerra Mundial y la posterior partición del Imperio otomano, los británicos delegaron el gobierno del área de la Franja de Gaza a Egipto, que declinó la responsabilidad. La propia Gran Bretaña conservó y gobernó el territorio, que había ocupado entre 1917 y 1918, desde 1920 hasta 1948 bajo el marco internacionalmente aceptado del «Mandato británico de Palestina».

### Mandato británico de Palestina

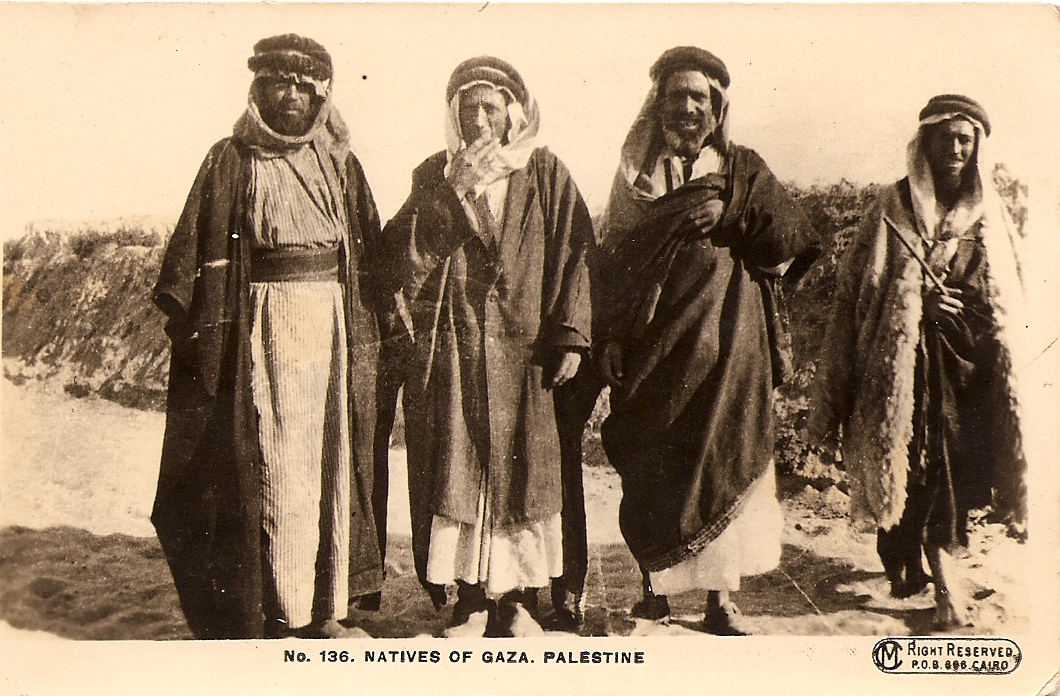
Grupo de gazatíes durante el Mandato británico de Palestina.

La Franja de Gaza formó parte del Mandato británico de Palestina, autorizado por la Sociedad de Naciones, que se extendió entre 1920 y 1948. Este mandato estaba basado en los principios contenidos en el artículo 22 del borrador fundacional de la Sociedad de Naciones y en la resolución de la Conferencia de San Remo del 25 de abril de 1920, celebrada por los principales aliados y sus asociados.
La consigna sionista de establecer un Estado judío en Palestina fue apoyada por los británicos, que alentaron la formación de una Agencia judía. Ésta se encargó de la compra de tierras y de organizar la emigración masiva hacia la región, pasando de haber cerca de 84 000 judíos en 1922 a unos 485 000 en 1942. Ante la presión demográfica y el bloqueo de una salida política, los árabes comenzaron a sublevarse y los choques se sucedieron. Las comisiones Peel (1937) y Woodhead (1938) recomendaron la partición del territorio en dos Estados, mientras que el Libro Blanco de 1939 rechazó esta posibilidad. Con el inicio de la Segunda Guerra Mundial se estableció una tregua y miles de judíos se alistaron en las fuerzas británicas. Pero cuando los alemanes fueron rechazados del Oriente Próximo las organizaciones sionistas desencadenaron una campaña terrorista contra Gran Bretaña.

### Gobierno de Toda Palestina

El gobernador militar israelí de la Franja de Gaza, Haim Gaon, durante el breve periodo de ocupación israelí tras la guerra del Sinaí (10 de diciembre de 1956).

Tras el fin de la guerra y la disolución de la Sociedad de Naciones, Gran Bretaña decidió traspasar el problema de Palestina a la recién creada Organización de las Naciones Unidas (ONU), que aprobó en 1947 la resolución 181 por la que se dividía entre las dos comunidades: el 55 % del territorio para los judíos, Jerusalén bajo control internacional y el resto para los árabes (incluida la Franja de Gaza). Casi inmediatamente comenzaron los enfrentamientos, que desencadenaron en guerra abierta con la retirada británica.
Durante la guerra árabe-israelí de 1948, el territorio fue utilizado por el ejército egipcio como plataforma para atacar Jaffa y Jerusalén, partiendo desde el Sinaí. El 22 de septiembre de 1948 fue proclamado en Gaza por la Liga Árabe el Gobierno de todos los palestinos. Concebido parcialmente como un intento de limitar la influencia de Transjordania en Palestina, fue rápidamente reconocido por seis de los siete miembros de la Liga: Egipto, Siria, Líbano, Irak, Arabia Saudita y Yemen, aunque no por Transjordania. Con la firma del armisticio la Franja quedó ocupada y administrada por Egipto. La línea de separación entre las fuerzas de Egipto e Israel sigue siendo actualmente la frontera entre la Franja e Israel, a pesar de que ambas partes declararon entonces que no sería una frontera internacional. La frontera sur con Egipto continúa siendo la demarcada en 1906 entre el Imperio otomano y el británico.

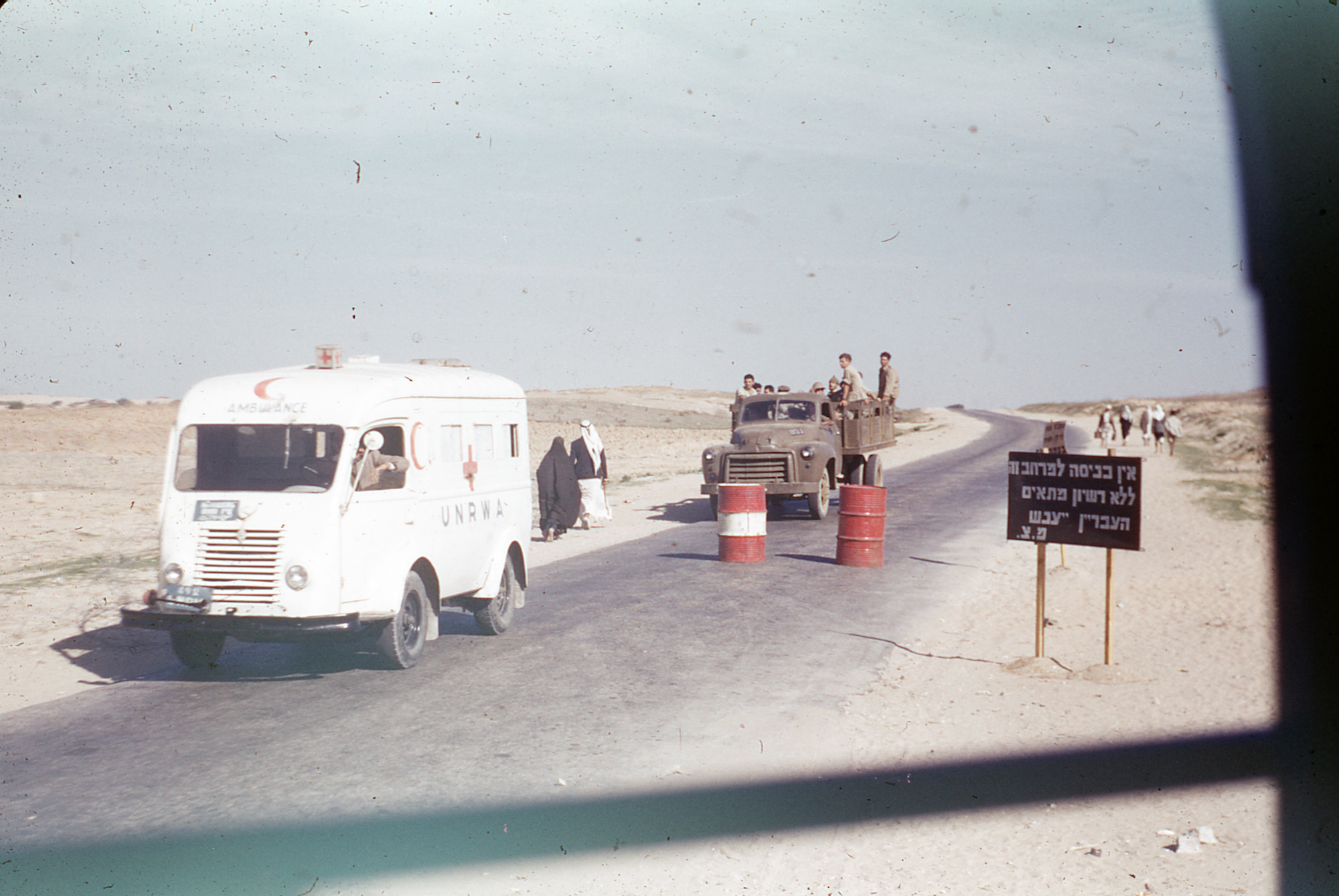
Camión de UNRWA en la Franja de Gaza (1956)

Los palestinos que vivían tanto en la Franja de Gaza como en el propio Egipto recibieron pasaportes de Toda Palestina, por lo que Egipto no les ofreció la nacionalidad. La guerra de 1948 había ocasionado cientos de miles de refugiados palestinos, muchos de los cuales habían sido expulsados de sus hogares por las tropas judías mientras que otros decidieron huir ante las noticias de masacres o ataques contra civiles. Unos 200 000 de estos refugiados (aproximadamente la cuarta parte del total) huyó hacia la Franja de Gaza, entonces controlada por Egipto, donde la recién creada UNRWA (siglas inglesas de la Agencia de las Naciones Unidas para los Refugiados de Palestina en Oriente Próximo) estableció ocho campos de refugiados que todavía hoy siguen en funcionamiento.
Durante la crisis de Suez en 1956, la Franja de Gaza y la península del Sinaí fueron ocupadas por las tropas israelíes, aunque estas se retiraron de ambas debido a la presión internacional. El gobierno palestino fue acusado de ser una simple fachada del dominio egipcio; se trasladó a El Cairo y fue finalmente disuelto en 1959 por un decreto de Nasser.

### Ocupación egipcia

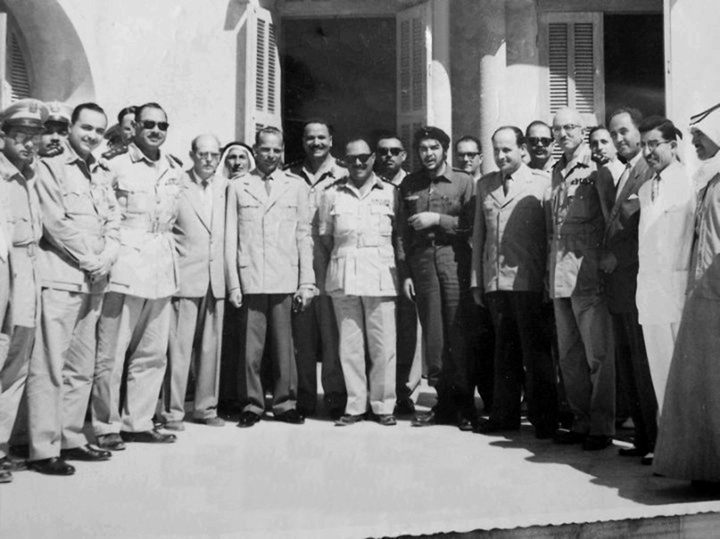
El Che Guevara visita Gaza en 1959.

Tras la disolución del Gobierno de Toda Palestina en 1959, y bajo el pretexto del panarabismo, Egipto mantuvo su ocupación de la Franja de Gaza hasta 1967. Egipto nunca dio el paso de anexionarse formalmente la Franja, sino que la trató como un territorio bajo su control y la administró mediante un gobernador militar. En 1959 Irak propuso por primera vez la creación de una "entidad palestina autónoma" que comprendiera los territorios ocupados de Gaza y Cisjordania. La llegada masiva de refugiados de la guerra de 1948 había causado un dramático descenso del nivel de vida en la Franja de Gaza, algo que no ayudó a mejorar las restricciones al movimiento de los gazatíes impuestas por el gobierno militar egipcio.

### Ocupación israelí
En 1967, tras la guerra de los Seis Días, la Franja fue conquistada por Israel, al igual que Cisjordania, Jerusalén Este, el Sinaí y los Altos del Golán. Actualmente todas ellas siguen ocupadas, con excepción de la península del Sinaí, devuelta a Egipto tras los Acuerdos de Camp David de 1978. La ONU adoptó por unanimidad la resolución 242 en la que exigía la retirada israelí de los territorios ocupados, a la vez que abogaba por el derecho de todos los Estados de la región a unas fronteras seguras. Los palestinos la rechazaron, pues para ellos ignoraba sus derechos y no hacía mención explícita a su derecho a un Estado propio. Sus organizaciones se radicalizaron, aumentando entre 1968-1970 el número de operaciones de los fedayines y los atentados, que obtuvieron una desproporcionada respuesta israelí sobre la población civil palestina.
Según diversos historiadores israelíes como Tom Segev o Ilan Pappé, un elemento persistente en el pensamiento sionista desde su origen ha sido la expulsión de la población palestina de las tierras que constituyeran el Estado de Israel. En diciembre de 1967, durante una reunión en la que el gabinete de seguridad israelí discutió diversas ideas sobre qué hacer con la población árabe de los territorios conquistados, el primer ministro israelí Levi Eshkol sugirió que los gazatíes se irían por sí mismos si Israel restringía radicalmente su acceso a los acuíferos, afirmando "Quizás, si no les damos suficiente agua no tendrán más opción, porque los huertos se marchitarán y morirán". Poco después se adoptaron una serie de medidas, algunas de ellas consistentes en incentivos económicos, destinadas a incrementar la emigración de los gazatíes hacia el exterior de la Franja.

Poco después de la victoria militar y la consiguiente ocupación israelí se estableció el primer asentamiento israelí en la Franja de Gaza, Gush Katif, cerca de Rafah y de la frontera egipcia, en la esquina suroeste del territorio. El lugar elegido para su emplazamiento había estado ocupado por un pequeño kibutz entre 1946 y 1948. En total, desde el comienzo de la ocupación en 1967 hasta el desmantelamiento de los asentamientos en 2005, Israel construyó 21 asentamientos en la Franja de Gaza que ocuparon un 20 % de su superficie. Todos los asentamientos israelíes son ilegales según el derecho internacional, pues la Cuarta Convención de Ginebra prohíbe la transferencia de población civil de un país ocupante a un territorio ocupado.

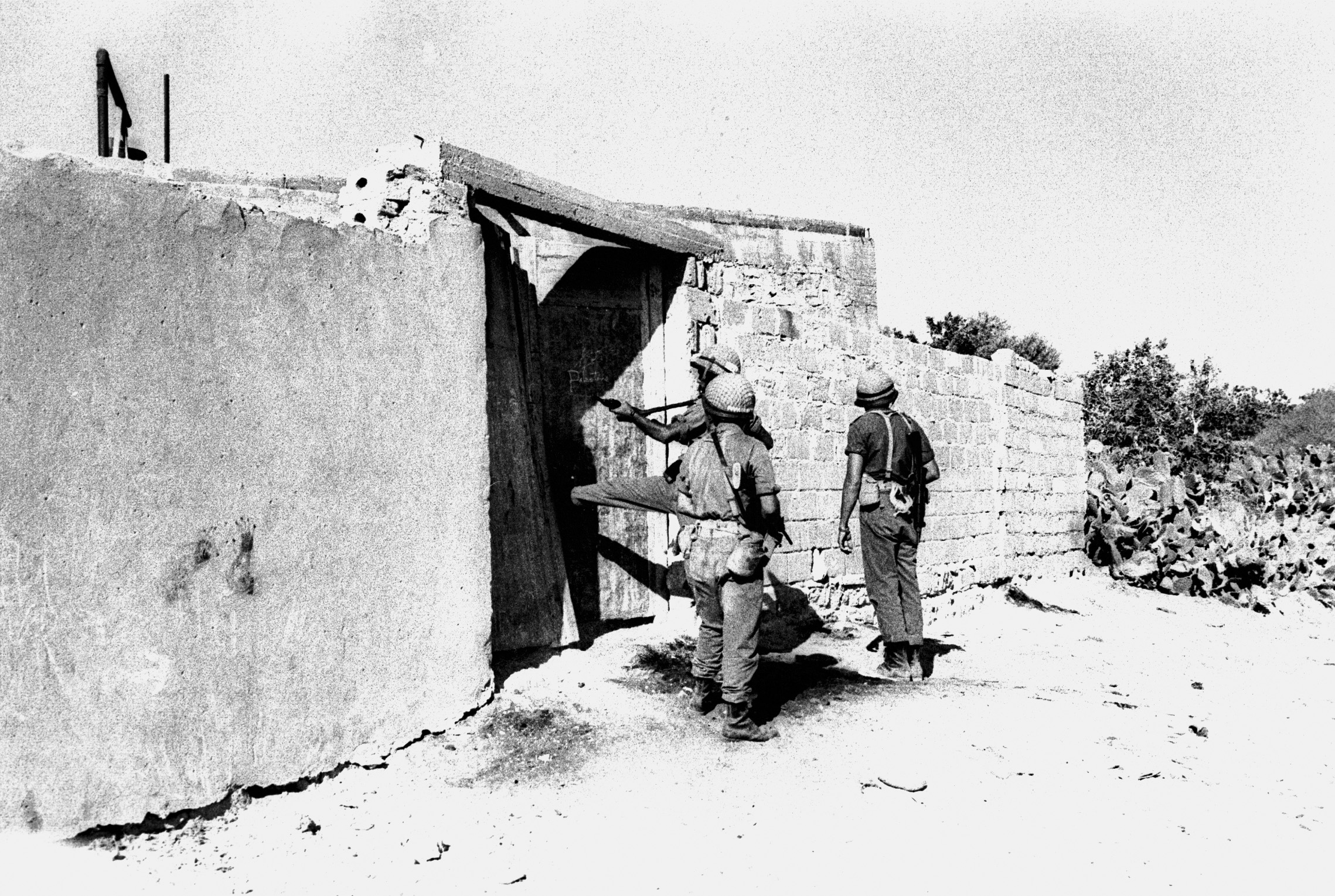
Soldados israelíes en la Franja de Gaza poco después de la guerra de los Seis Días (16 de agosto de 1967).

La tasa de crecimiento económico anual entre 1967 y 1982 se situó aproximadamente en un 9,7 %, debido en gran parte a los mayores ingresos que ofrecían las oportunidades laborales dentro de Israel, que halló un gran beneficio en la ocupación gracias a la abundante bolsa de trabajadores palestinos sin preparación o con preparación media. En cambio, el sector agrícola gazatí se vio seriamente perjudicado por la ocupación, dado que Israel se apropió de un tercio de la Franja, aunque también porque la competencia por los escasos recursos acuíferos se hizo cada vez más dura y porque Israel prohibió la plantación de nuevos árboles y gravó las plantaciones palestinas sin hacer lo propio con las judías, todo lo cual acabó por perjudicar a los cultivos de cítricos característicos de la zona. Para mejorar las exportaciones de cítricos israelíes a países occidentales, Israel prohibió las exportaciones directas de cítricos gazatíes a dichos países (aunque se permitió la exportación a países árabes, con los que Israel no tenía relaciones comerciales), debiendo pasar primero por los mercados israelíes. Como resultado de todo lo anterior, un gran número de agricultores tuvieron que abandonar este sector. Desde entonces, Israel impone cuotas a todos los productos importados desde la Franja de Gaza mientras que ha abolido toda restricción al flujo de productos israelíes a este territorio. La profesora de la Universidad de Harvard Sara Roy ha caracterizado estas políticas como un ejemplo de reversión del desarrollo estructural, algo que también la ONU criticó en 2017.

#### 1979: Tratado de paz egipcio-israelí

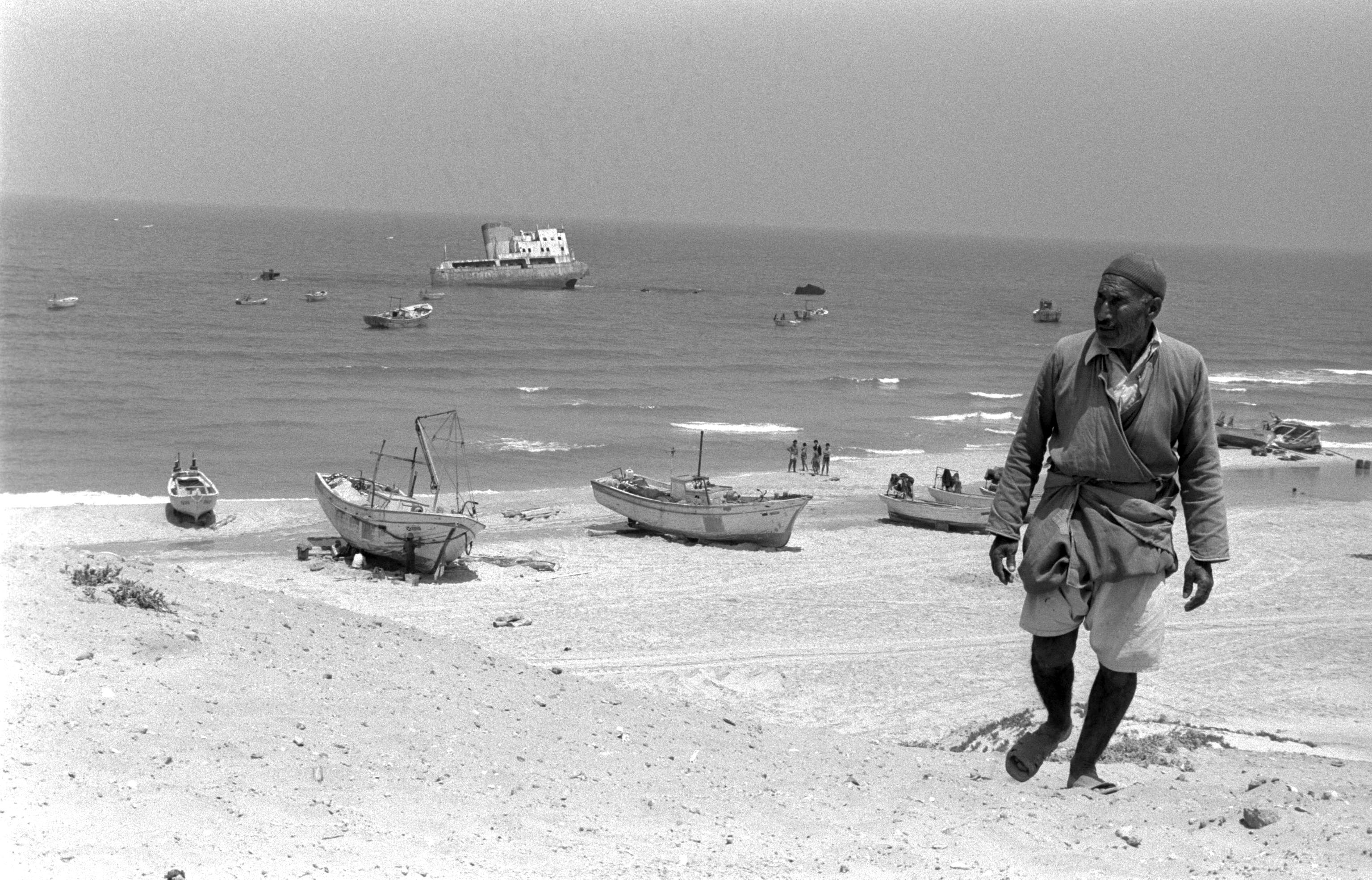
Barcos pesqueros en Gaza (1980).

El comienzo de un proceso de paz bilateral entre Egipto e Israel tuvo como consecuencia no deseada la ruptura de relaciones diplomáticas del primero con la Organización para la Liberación de Palestina (OLP) y muchos de los países árabes. Al firmar esta paz separada mediante los acuerdos de Camp David de 1978, se establecía también la posibilidad de crear en Gaza y Cisjordania un gobierno palestino autónomo durante un periodo transitorio de cinco años. Pero el estatuto posterior de tales territorios no se definía y quedaban bajo la tutela de Egipto y Jordania. Egipto fue expulsado de la Liga Árabe.
El tratado de paz definitivo entre Egipto e Israel se firmó el 26 de marzo de 1979. Entre otros puntos, preveía la retirada israelí de toda la península del Sinaí y el compromiso egipcio de mantenerla desmilitarizada. Sin embargo, el estatus final de la Franja de Gaza o de las relaciones entre israelíes y palestinos quedó fuera de las negociaciones. Egipto renunció a toda reclamación territorial más allá de sus fronteras reconocidas internacionalmente, lo que dejaba definitivamente a la Franja de Gaza fuera de sus aspiraciones. Además, el tratado de paz preveía el establecimiento de una tierra de nadie de 100 metros entre la Franja de Gaza y Egipto que pasaría a conocerse como la Ruta Philadelphi, y que transcurre a lo largo de los 11 kilómetros de frontera egipcio-gazatí.

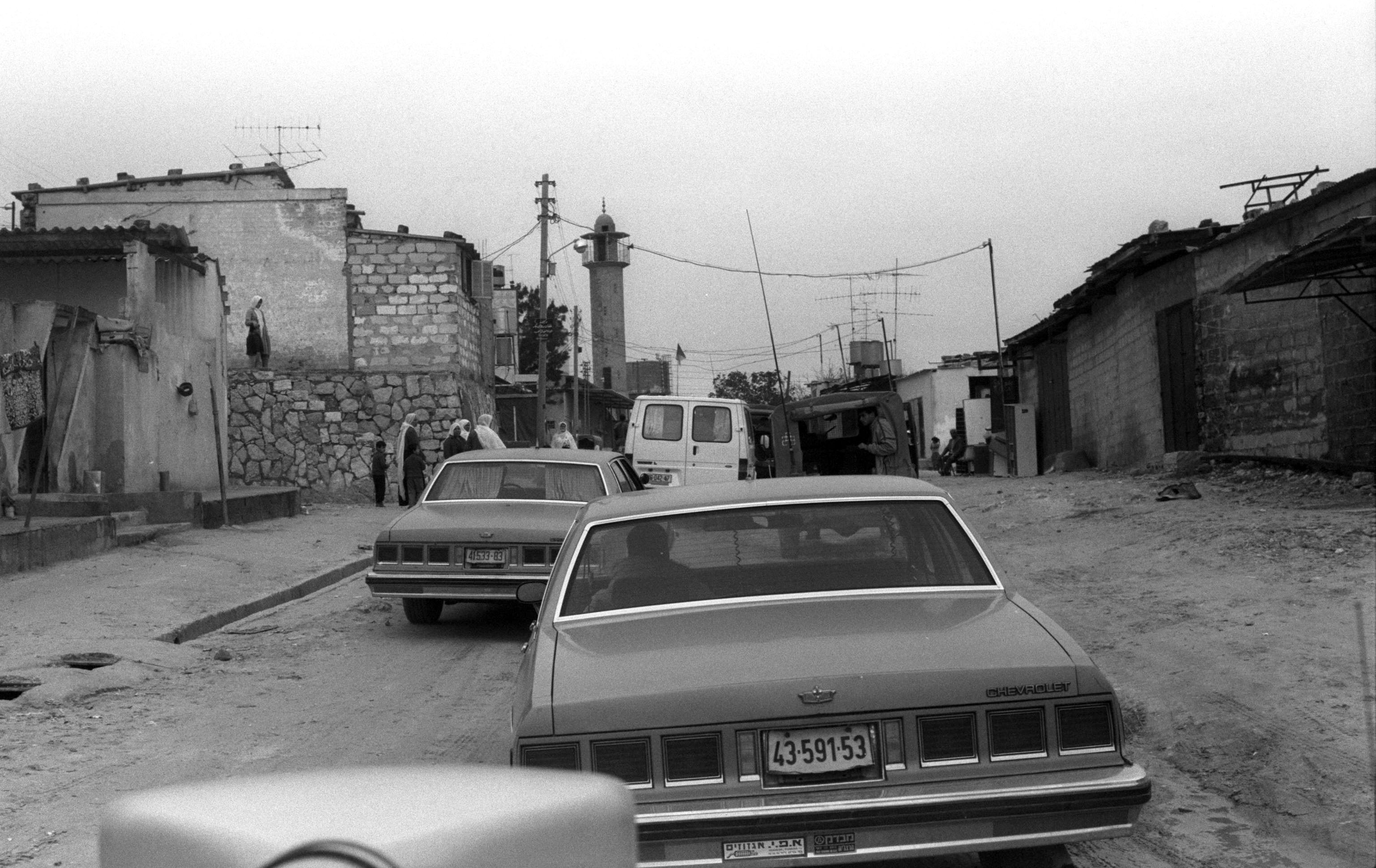
Caravana del primer ministro israelí Isaac Shamir en la Franja de Gaza, poco después del estallido de la Primera Intifada (8 de febrero de 1988).

#### 1987: Primera Intifada
La Primera Intifada comenzó en diciembre de 1987 como reacción espontánea de los jóvenes de Gaza y Cisjordania contra la ocupación israelí y la instrumentalización de la cuestión palestina por parte de los países árabes. El incidente que originó las protestas que acabarían desembocando en la Primera Intifada tuvo lugar el 9 de diciembre de 1987, cuando cuatro trabajadores palestinos del campamento de Jabalia, en la Franja de Gaza, murieron en un accidente de tráfico en el que su vehículo fue embestido por un camión militar israelí. La Primera Intifada surgió al margen del aparato directivo de la OLP, la mayoría del cual se encontraba exiliado en Túnez, y en Gaza estuvo dirigida por la Yihad Islámica. Para recuperar la iniciativa política, la OLP aceptó en 1988 las resoluciones 242 y 338 del Consejo de Seguridad de las Naciones Unidas, reconociendo implícitamente al Estado de Israel.

#### 1994: Autoridad Nacional Palestina
En septiembre de 1992, el primer ministro israelí Isaac Rabin comentó ante una delegación del Washington Institute for Near East Policy: "Me gustaría que Gaza se hundiese en el mar, pero eso no va a suceder, así que hay que encontrar una solución".
Tras la guerra del Golfo se celebró la Conferencia de Madrid entre Israel, Siria, Líbano y Jordania-OLP. Este primer encuentro daría lugar a una serie de reuniones bilaterales que desembocaron en un acuerdo de paz israelo-palestino, establecido en Oslo en 1993, por el cual se otorgaba en un principio la autonomía solo a una parte de la Franja de Gaza (quedaban excluidos del acuerdo los asentamientos y las zonas militares israelíes) y a Jericó, otorgándoles unos términos muy similares a los de Camp David. Las fuerzas israelíes abandonaron la ciudad de Gaza y el resto de zonas urbanas de la Franja, que quedaron a cargo de la recién formada Autoridad Nacional Palestina (ANP). De hecho, la primera sede provincial de la Autoridad se estableció en Gaza. Posteriormente, en 1995 en Washington, se amplió el territorio controlado por la Autoridad Nacional Palestina a otras áreas fragmentadas de Cisjordania.
Las posteriores elecciones de 1996 fueron boicoteadas por Hamás y las organizaciones palestinas de izquierda, con lo que Fatah obtuvo la victoria. Entre 1994 y 1996 Israel levantó una barrera de seguridad alrededor de toda la Franja, pero fue ampliamente dañada al comienzo de la Segunda Intifada en septiembre del 2000.

#### 2000: Segunda Intifada

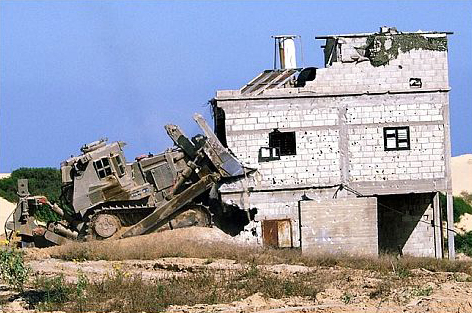
Un bulldozer israelí demoliendo una casa en la Franja de Gaza durante la Segunda Intifada (aprox.2002-2003).

Entre diciembre del 2000 y junio de 2001, dicha barrera fue reconstruida y se comenzó a levantar otra en la frontera con Egipto a partir del 2004. La Segunda Intifada estalló en septiembre del año 2000 con una ola de protestas contra la visita a la Explanada de las Mezquitas del entonces jefe de la oposición israelí, Ariel Sharon. Este nuevo levantamiento popular palestino se caracterizó por una mayor virulencia tanto en las protestas y los ataques palestinos como en las incursiones militares y en la represión israelí. También supuso el inicio del lanzamiento de cohetes hacia Israel desde la Franja de Gaza, especialmente por parte de grupos paramilitares como Hamás o la Yihad Islámica. 
A partir de 2001 y hasta la fecha, el ejército israelí ha realizado numerosas incursiones de represalia en la Franja, instalando puestos de control fronterizos y restringiendo el ingreso de personas desde ésta hacia Israel. Los milicianos palestinos, a su vez, han lanzado de manera más o menos regular cohetes artesanales tipo Qassam y morteros contra poblaciones fronterizas como Sederot inicialmente, llegando a alcanzar en 2012 Tel Aviv.

#### 2005: Retirada unilateral israelí

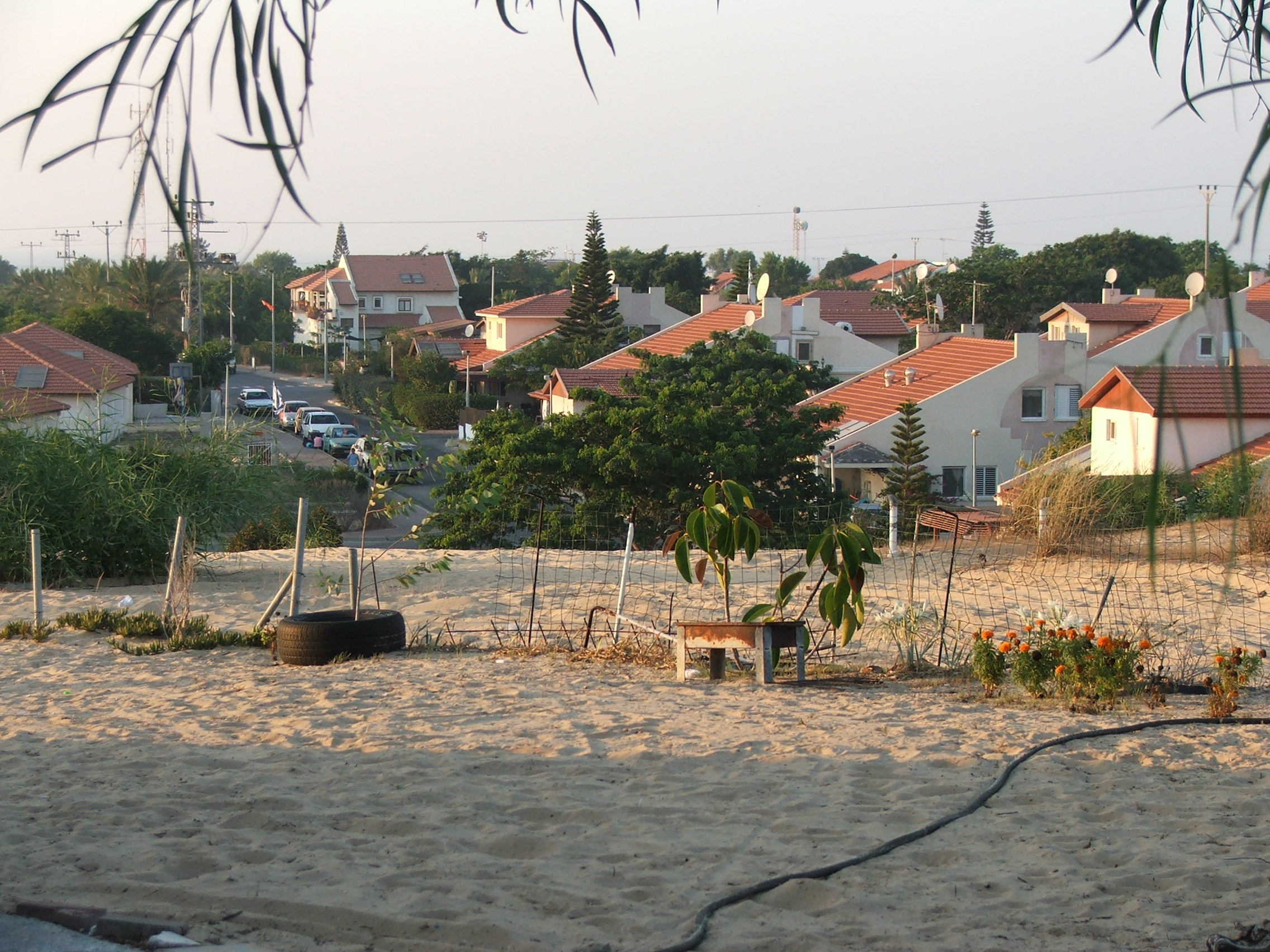
Asentamiento israelí en Gush Katif, en la Franja de Gaza.

En febrero del 2005 el Parlamento israelí aprobó un plan de retirada unilateral de la Franja, que se implementó ese mismo año: para septiembre los 9000 colonos israelíes habían sido desahuciados a la fuerza y todos sus asentamientos y la zona industrial conjunta de Erez fueron desmantelados.
El ejército israelí abandonó la Franja de Gaza el 1 de septiembre de 2005 como parte del plan de retirada. En noviembre de 2005, la entonces Secretaria de Estado de los Estados Unidos Condoleezza Rice coordinó un "Acuerdo sobre Movimiento y Acceso" entre Israel y la Autoridad Nacional Palestina con el fin de mejorar la libertad de movimiento y la actividad económica de los palestinos en la Franja de Gaza. Los términos del acuerdo establecían que el Paso de Rafah (que une la Franja con Egipto) se reabriría y que el tránsito de personas y bienes sería controlado por la Autoridad Nacional Palestina y la Unión Europea. Solo aquellos con carné de identidad palestino podrían cruzar por él, así como, excepcionalmente, extranjeros que obtuvieran el permiso de Israel. Todos los productos y vehículos provenientes de o destinados a Egipto deberían cruzar por el Paso de Kerem, bajo supervisión completa de Israel. También se permitiría la entrada o salida de productos por el Paso de Karni, más al norte.
El 12 de septiembre de 2005, el gabinete de gobierno israelí declaró formalmente el final de la ocupación militar israelí en la Franja de Gaza. Sin embargo, tanto las Naciones Unidas como Estados Unidos y la Unión Europea, así como la gran mayoría de países del mundo y organizaciones internacionales en defensa de los derechos humanos, consideran que la Franja de Gaza sigue siendo a día de hoy territorio ocupado por Israel. La ONG israelí B'Tselem afirma que "los Acuerdos de Oslo daban a Israel un control completo sobre el espacio aéreo de Gaza, pero establecían que los palestinos podrían construir un aeropuerto en la zona", mientras que el plan de retirada israelí establece que "Israel mantendrá el control exclusivo del espacio aéreo gazatí y continuará con su actividad militar en las aguas de la Franja de Gaza". "Por lo tanto, Israel sigue manteniendo el control exclusivo del espacio aéreo y de las aguas territoriales de la Franja de Gaza, tal y como lo ha hecho desde que la ocupó en 1967". Por su parte, Human Rights Watch ha aconsejado al Consejo de Derechos Humanos de Naciones Unidas que este organismo (y otros) consideren a Israel como potencia ocupante en la Franja de Gaza porque Israel controla el espacio aéreo, las aguas territoriales de la Franja, así como el movimiento de personas desde y hacia esta tanto por mar como por aire".

#### 2006: Llegada al poder de Hamás

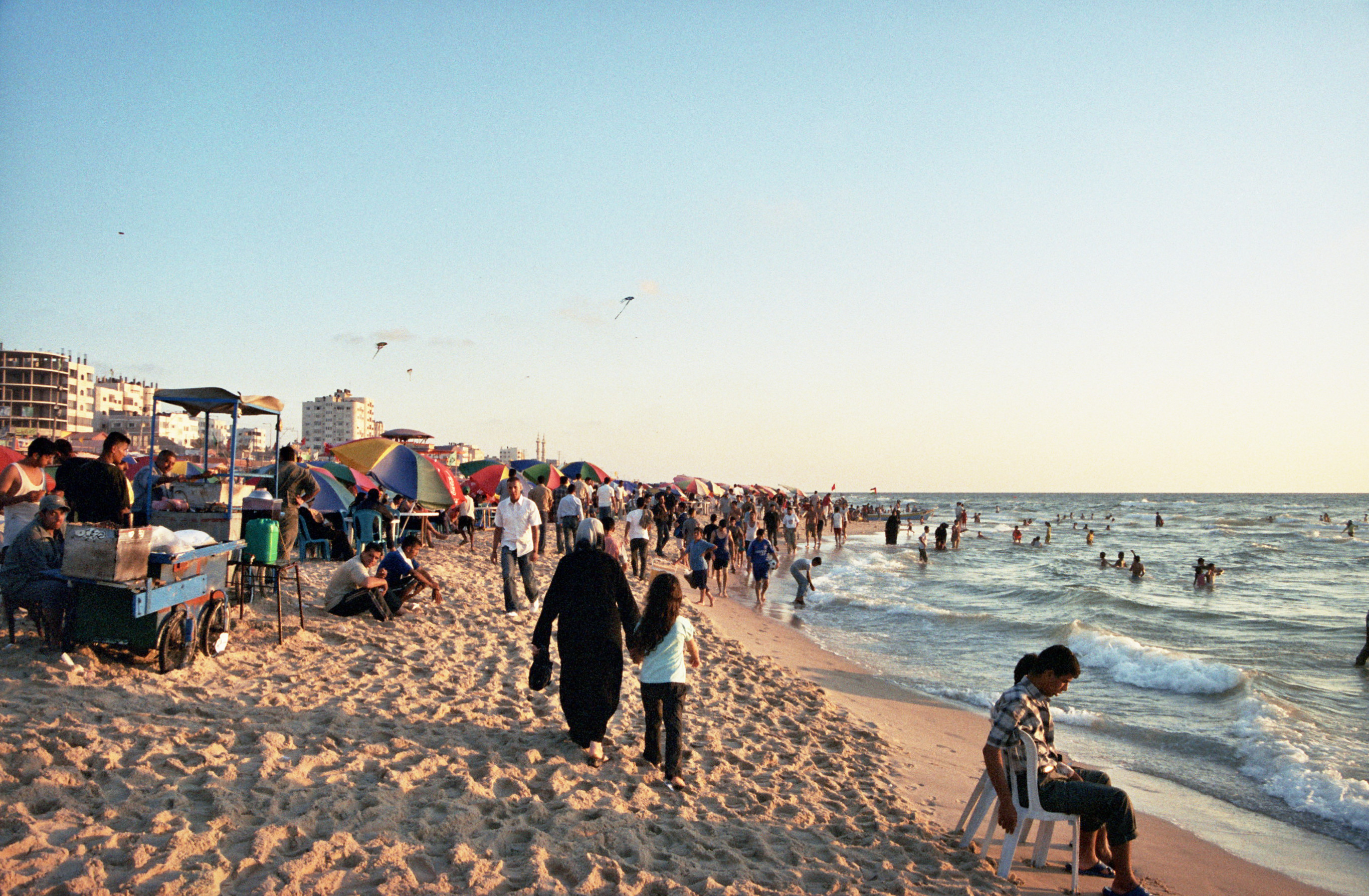
Playa de la ciudad de Gaza en 2006.

En las elecciones parlamentarias palestinas celebradas el 25 de enero de 2006, Hamás obtuvo una inesperada victoria con el 42,9 % de los votos y 74 de 132 escaños (un 56 % del total). Cuando Hamás asumió el poder al mes siguiente, Israel, los Estados Unidos, la Unión Europea, Rusia y las Naciones Unidas exigieron a Hamás que aceptase todos los acuerdos previos, que renunciase a la violencia y que reconociese el derecho a existir de Israel, algo a lo que Hamás se negó. Inmediatamente, la ayuda internacional a la Autoridad Nacional Palestina se interrumpió, si bien una parte de esta ayuda se transfirió a organizaciones humanitarias ajenas al gobierno. La inestabilidad política y el estancamiento económico llevó a muchos palestinos a emigrar de la Franja de Gaza.
El 25 de junio de 2006, en el contexto de la escalada de tensión que llevó a la Guerra del Líbano de 2006 entre el ejército israelí y Hezbolá, milicianos de Hamás atravesaron la valla fronteriza y tendieron una emboscada a una patrulla israelí que resultó en la muerte de dos soldados y la captura de un tercero, Gilad Shalit. Más de cinco años después, el 18 de octubre de 2011, el cabo Shalit fue intercambiado por 1027 prisioneros palestinos a través del paso de Rafah.
En enero de 2007, ante la negativa de Mohammed Dahlan, miembro de Fatah, de poner a las fuerzas de seguridad palestinas al servicio del gobierno democráticamente electo de Hamás, una serie de luchas internas estalló entre estos dos partidos palestinos. Los enfrentamientos más violentos tuvieron lugar al norte de la Franja de Gaza, donde el general de las fuerzas de seguridad palestinas Muhammed Gharib, miembro de Fatah, murió por el impacto de un misil en su casa. El 30 de enero de 2007 se alcanzó una tregua entre Hamás y Fatah, aunque los enfrentamientos se reanudaron unos días después. El 1 de febrero, Hamás mató en Gaza a seis personas en una emboscada a un convoy que transportaba equipamiento para la Guardia Presidencial Palestina de Mahmoud Abbas. Según Hamás, los productos transportados en el convoy iban destinados a promocionar la sedición a la misma vez que se retenía el dinero y la ayuda a los propios palestinos. Según fuentes diplomáticas, el convoy pretendía compensar el contrabando de armas más poderosas a manos de Hamás. Milicianos de Fatah atacaron una universidad vinculada a Hamás en la Franja de Gaza, mientras que oficiales de la Guardia Presidencial lucharon contra milicianos de Hamás que patrullaban el Ministerio del Interior, en manos de esta última.

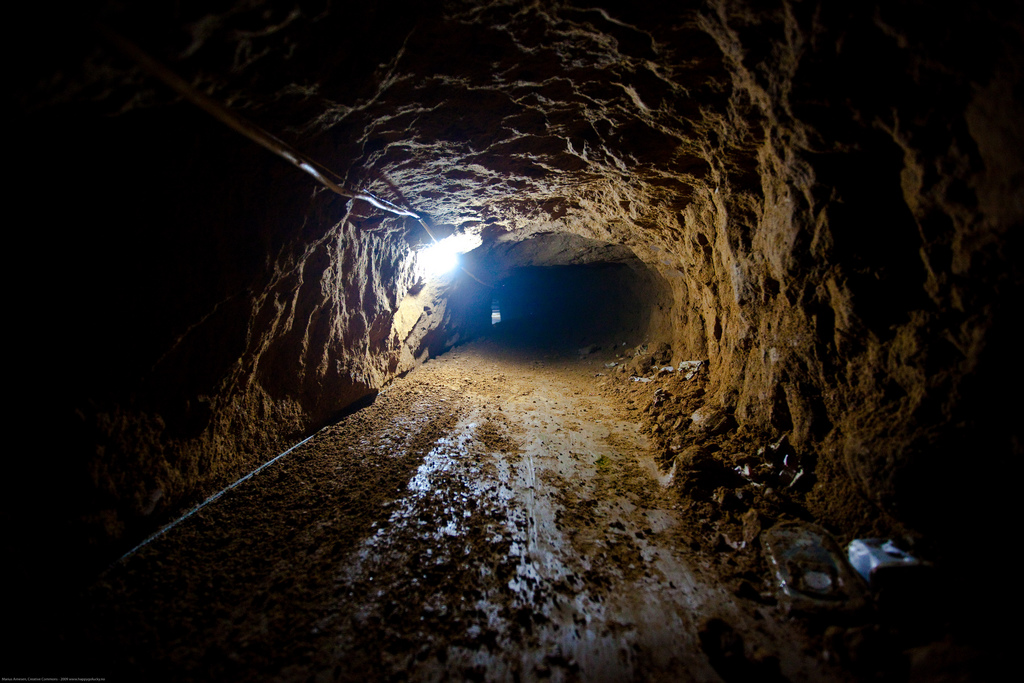
Túnel por debajo de la frontera con Egipto.

En mayo de 2007 se reanudaron los enfrentamientos entre ambas facciones. El ministro del Interior, Hani Qawasmi, que estaba considerado como un funcionario moderado aceptable tanto para Hamás como para Fatah, dimitió debido a lo que él calificó de un comportamiento dañino de ambos bandos. La lucha se extendió por toda la Franja de Gaza, con ambas facciones atacando los vehículos y las instalaciones del otro bando. Tras el fracaso de una tregua promocionada por Egipto, Israel lanzó un ataque que destruyó un edificio usado por Hamás. La incesante violencia hizo temer por el futuro del gobierno de coalición entre Fatah y Hamás, así como por el propio futuro de la Autoridad Nacional Palestina.
El portavoz de Hamás, Moussa Abu Marzouk, culpó del conflicto entre Hamás y Fatah a Israel porque, según él, la constante presión de las sanciones económicas había causado la "explosión real". Entre 2006 y 2007, más de 600 palestinos murieron a consecuencia de la violencia sectaria entre Hamás y Fatah; 160 murieron tan solo en el mes de junio de 2007. Tras la Guerra de Gaza de 2008-2009, Hamás mandó ejecutar a 19 miembros de Fatah en la Franja a los que acusaba de traidores.

#### 2007: Toma de control de Hamás

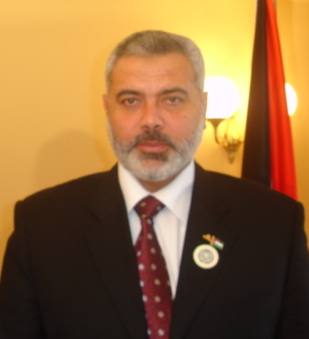
Ismail Haniya, líder de Hamás (2007).

Tras la victoria electoral de Hamás en las elecciones parlamentarias de 2006, Fatah y Hamás formaron un gobierno de concentración nacional encabezado por el líder de Hamás, Ismail Haniya. Menos de un año después, acuciada por las fuertes sanciones económicas internacionales y por la desobediencia de las fuerzas de seguridad palestinas en manos de Fatah, Hamás tomó el control de la Franja de Gaza tras la denominada Batalla de Gaza, en la que obtuvo una victoria decisiva sobre las fuerzas de Fatah, tomó las instituciones gubernamentales y reemplazó a los funcionarios de Fatah por los suyos propios. El 14 de junio de 2007, Hamás ya controlaba por completo la Franja de Gaza. El presidente palestino Mahmoud Abbas respondió declarando el estado de emergencia, disolviendo el gobierno de concentración y formando un nuevo gobierno sin la participación de Hamás. Las fuerzas de seguridad palestinas arrestaron a multitud de miembros de Hamás en Cisjordania. 
A finales de junio de 2008, Egipto, Arabia Saudí y Jordania emitieron un comunicado por el que declaraban al gabinete de Abbas en Cisjordania como «el único gobierno legítimo de Palestina». El presidente egipcio Hosni Mubarak ordenó trasladar su embajada de Gaza a Cisjordania.
Arabia Saudí y Egipto intentaron promover la reconciliación y presionaron a Abbas para que iniciase conversaciones con Hamás. Abbas siembre había condicionado las conversaciones con Hamás a que esta organización devolviera el control de la Franja de Gaza a la Autoridad Nacional Palestina. Diferentes representantes de Hamás visitaron una serie de países, incluida Rusia y algunos estados de la Unión Europea. Diversos partidos y líderes políticos pidieron diálogo con Hamás y el final de las sanciones económicas.
Tras la toma de control de la Franja de Gaza por parte de Hamás, Israel y Egipto cerraron sus puestos fronterizos con este territorio. Fuentes palestinas informaron que los observadores de la Unión Europea huyeron del Paso de Rafah por miedo a ser secuestrados o heridos. Algunos ministros de exteriores árabes y funcionarios palestinos formaron un frente común contra el control de la frontera por parte de Hamás. Mientras tanto, fuentes de los aparatos de seguridad israelíes y egipcios informaron que Hamás seguía introduciendo en la Franja de Gaza grandes cantidades de armas y explosivos a través de túneles desde Egipto. Las fuerzas de seguridad egipcias descubrieron sesenta túneles en 2007.

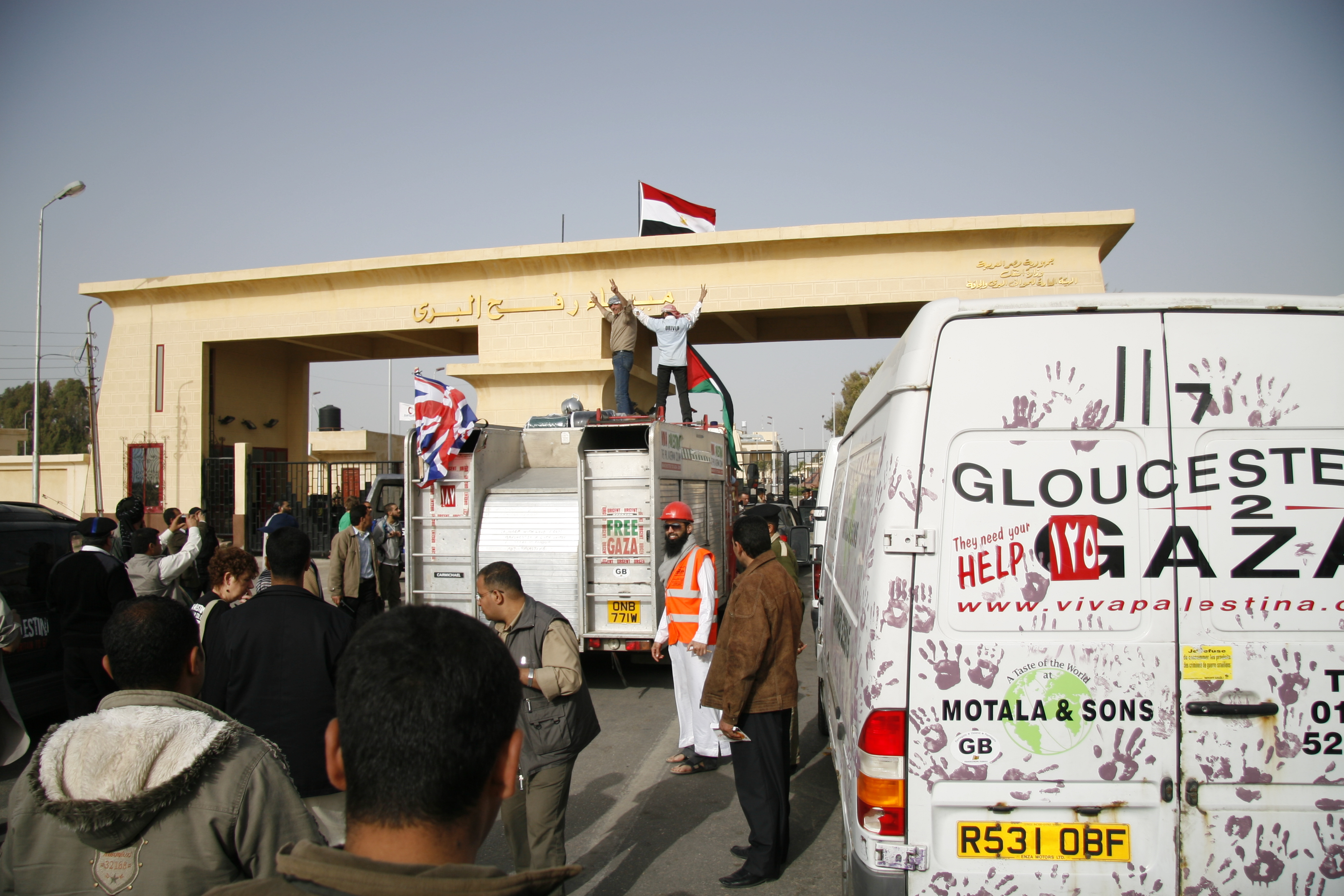
Puesto fronterizo de Rafah (2009).

Tras la victoria de Hamás en junio de 2007 sobrevino la expulsión de funcionarios relacionados con Fatah de diversos puestos de poder o autoridad, como posiciones gubernamentales, servicios de seguridad, universidades, periódicos, etc., tras lo cual se propuso aplicar la ley retirando progresivamente las armas de manos de milicias periféricas, clanes y grupos criminales, así como obteniendo el control de los túneles bajo la frontera con Egipto. Según Amnistía Internacional, bajo el mandato de Hamás se cerraron periódicos y se acosó a periodistas. Se prohibieron o suprimieron las manifestaciones de Fatah y, al menos en un caso, tras una gran manifestación en el aniversario de la muerte de Yasir Arafat, hubo siete muertos cuando los manifestantes comenzaron a lanzar piedras a las fuerzas de seguridad de Hamás.
Según Israel, desde la toma del poder por parte de Hamás hasta finales de enero del 2008, 697 cohetes y 822 proyectiles de mortero han sido lanzados sobre poblaciones israelíes. Israel ha atacado supuestas lanzadoras de Qassam y objetivos militares y ha declarado la Franja de Gaza "entidad hostil". En enero del 2008, Israel redujo drásticamente las salidas de Gaza y la entrada de mercancías, cortando también el suministro de combustible, lo que provocó escasez de energía y la denominada crisis de Gaza. Este bloqueo ha llevado a la comunidad internacional a condenar a Israel por lo que se considera un castigo colectivo a la población de Gaza. A pesar de los múltiples informes acerca de que en la Franja había escasez de comida y otros elementos esenciales, Israel sostenía que en Gaza hay suficiente comida y energía para semanas.

###### Brecha en la frontera con Egipto

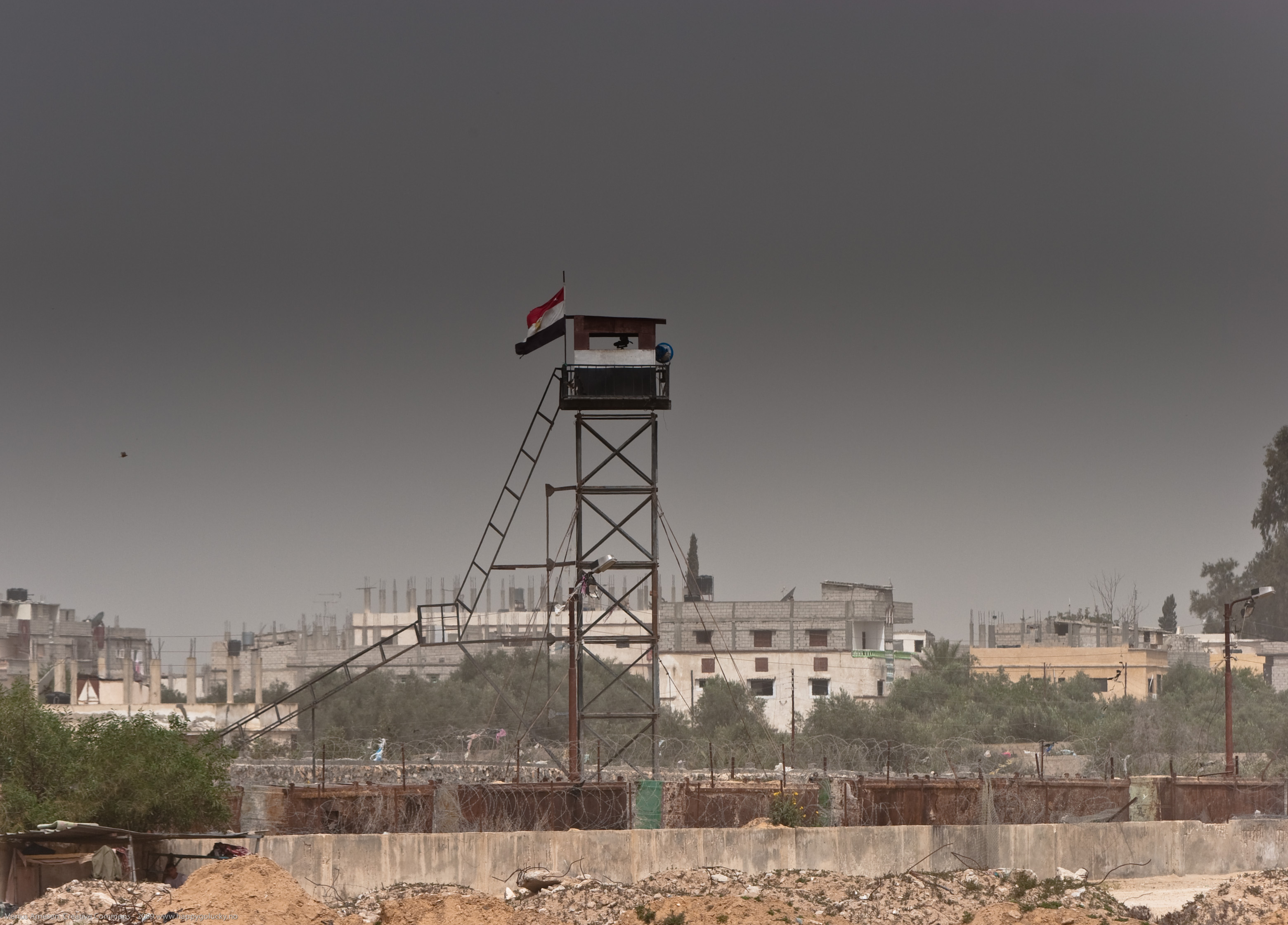
Torre de vigilancia en la frontera con Egipto en Rafah.

El 23 de enero de 2008, tras meses de preparación durante los cuales se había debilitado el acero de la barrera fronteriza, Hamás destruyó numerosas secciones del muro que divide la Franja de Gaza y Egipto a la altura de la ciudad de Rafah. Cientos de miles de gazatíes cruzaron la frontera y se adentraron en Egipto en busca de comida y suministros. Debido a la severa crisis humanitaria en la que se encontraba la Franja, las tropas egipcias permitieron la entrada de los palestinos una vez verificado que no portaban armas. Egipto detuvo temporalmente a una serie de milicianos armados de Hamás en la península del Sinaí que supuestamente intentaban acceder a Israel. Por su parte, Israel aumentó el nivel de alerta en su frontera con Egipto y pidió a sus ciudadanos que abandonasen el Sinaí "sin demora". La Autoridad Nacional Palestina, controlada por Fatah, exigió a Egipto que solamente se tratase con ella todo lo relacionado con la frontera.
A principios de marzo del 2008, los ataques aéreos y las incursiones terrestres del ejército israelí acabaron con la vida de alrededor de 110 palestinos y 2 soldados israelíes, y con extensos daños en la ciudad de Jabaliya. La ONG israelí B'Tselem declaró que 45 de las víctimas palestinas eran civiles que no tenían nada que ver con el conflicto, y que al menos 15 de ellas eran menores de edad.
Tras una serie de arrestos recíprocos por parte de Hamás en la Franja de Gaza y de Fatah en Cisjordania, el 4 de agosto se acordó el traslado del clan de los Hilles a la ciudad cisjordana de Jericó.
El 11 de noviembre, el primer ministro israelí Ehud Olmert declaró "La cuestión no es si habrá un enfrentamiento, sino cuándo tendrá lugar, bajo qué circunstancias y quién controlará estas circunstancias, quién las dictará, y quién sabrá explotar de la mejor manera posible el tiempo transcurrido entre el inicio del alto el fuego hasta el momento del enfrentamiento". Tres días después, el 14 de noviembre, tras la ruptura de un alto el fuego de cinco meses, Israel cerró por completo su frontera con la Franja de Gaza. El 25 de noviembre, Israel cerró también sus fronteras para el paso de mercancías tras el lanzamiento de cohetes Qassam a través de la frontera.

#### Guerra de Gaza de 2008

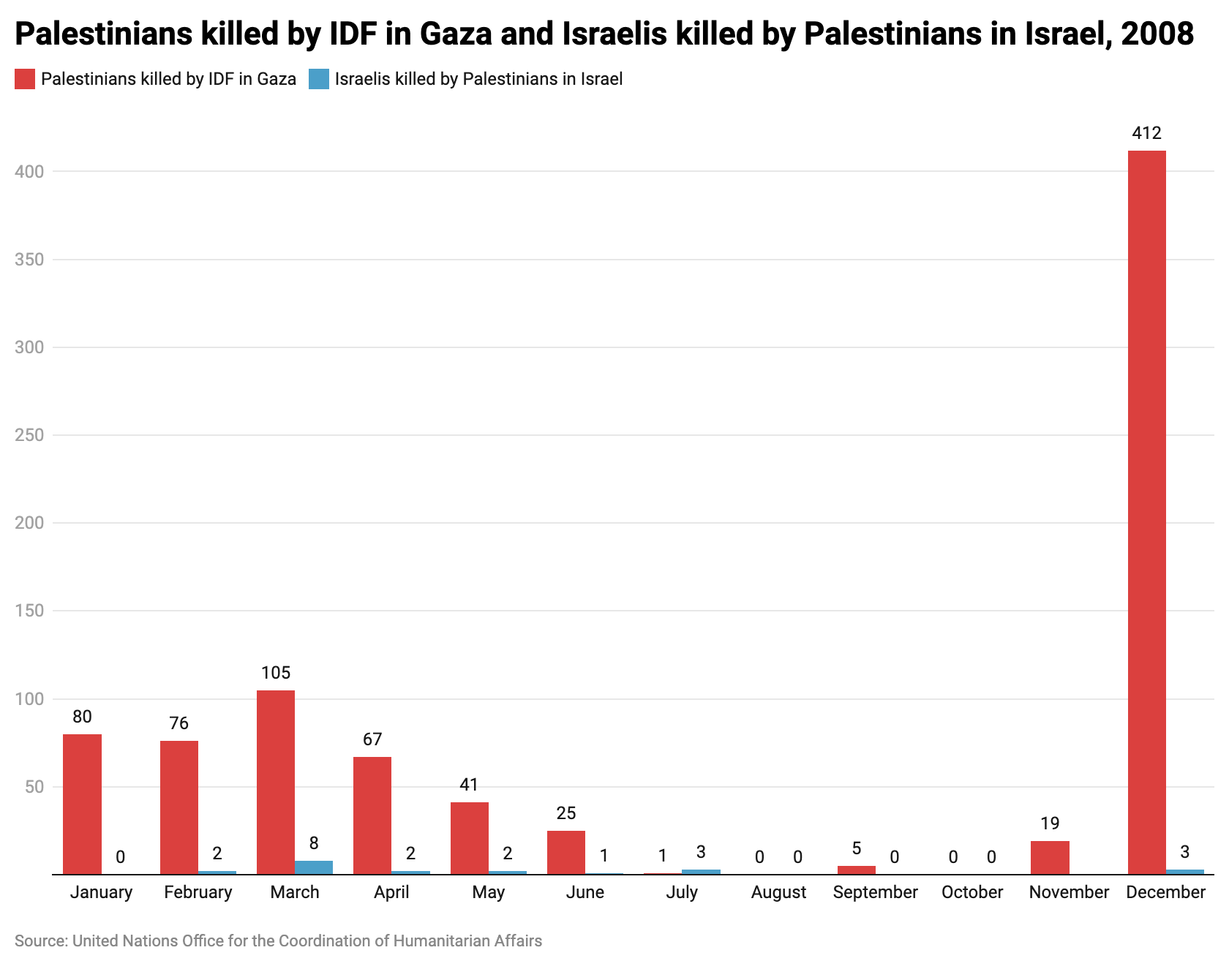
Palestinos muertos a manos de israelíes (en rojo) e israelíes muertos a manos de palestinos (en azul) durante 2008 en la Franja de Gaza.

El 27 de diciembre de 2008, cazas F-16 israelíes lanzaron una serie de ataques aéreos contra objetivos en la Franja de Gaza a la conclusión de una tregua temporal entre Hamás e Israel. Fuentes israelíes afirmaron que el ministro de defensa Ehud Barak había ordenado a su ejército preparar esta ofensiva seis meses antes de que empezase, recabando información y usando planes con antelación.
Se atacaron comisarías, escuelas, hospitales, almacenes de la ONU, mezquitas, edificios gubernamentales y otras estructuras, lugares todos ellos donde Israel afirmaba que se almacenaban armas. El casus belli para Israel fue el lanzamiento de cohetes de Hamás sobre el sur de Israel (unos 3000 en todo 2008), que se había intensificado en las semanas previas al ataque. Según Israel, se aconsejó de antemano a los vecinos de las zonas atacadas que se alejasen de ellas. El personal médico palestino afirmó que al menos 434 palestinos murieron y más de 2800 resultaron heridos (la mayoría de ellos civiles) en los primeros cinco días de ataques israelíes en la Franja de Gaza. El ejército israelí negó que la mayoría de los muertos fueran civiles. El 3 de enero de 2009, Israel lanzó una invasión terrestre de la Franja y bombardeó una mezquita en Beit Lahia, dando muerte a once personas, rechazando inicialmente todas las llamadas al alto el fuego y declarando más tarde un alto el fuego que Hamás rechazó. Según la Oficina de Coordinación Humanitaria de la ONU (OCHA), el 4 de enero, tropas israelíes ordenaron refugiarse en un edificio del barrio gazatí de Zeitun a 110 palestinos, la mitad de ellos niños; al día siguiente bombardeó ese mismo edificio, con resultado de 30 personas muertas. Ese mismo día, la Cruz Roja encontró en Zeitun otros 12 cadáveres junto con cuatro niños acurrucados y en estado de desnutrición. El 6 de enero Israel bombardeó la escuela Al-Fakhura en el campo de refugiados de Jabalia, gestionada por la ONU. Debido a que la escuela estaba considerada un "refugio seguro", estaba llena de desplazados internos. Murieron más de 40 personas según cifras de la propia ONU, incluidos varios niños. El 15 de enero, Israel bombardeó un complejo de UNRWA en Gaza capital con fósforo blanco, una sustancia cuyo uso en zonas urbanas está considerado crimen de guerra. El 17 de enero, otro bombardeo sobre una escuela de la ONU, esta vez en Beit Lahia, causó seis muertos, incluido un niño con su madre.

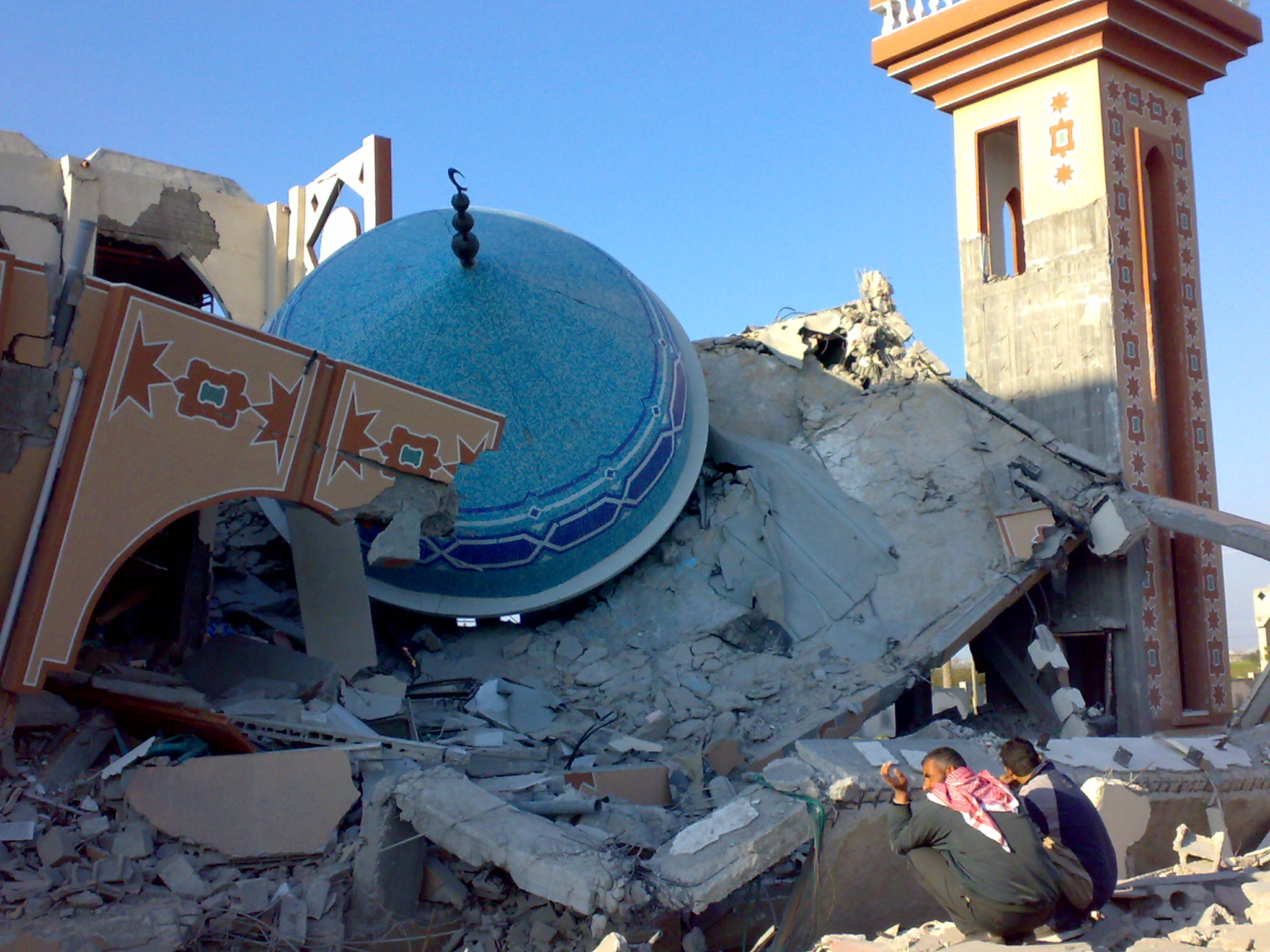
Mezquita destruida por un bombardeo israelí el 12 de enero de 2009.

A la conclusión de la guerra, 22 días después de su inicio, las cifras de muertos palestinos variaban entre los 1409 (según el Centro Palestino por los Derechos Humanos. PCHR en sus siglas inglesas), 1387 (según la ONG israelí B'Tselem) y 1166 (según el ejército israelí). De ellos, 326 (PCHR), 252 (B'Tselem) o 89 (ejército israelí) eran niños. Las cifras de civiles palestinos muertos también varían entre 916 (PCHR), 773 (B'Tselem) o 295 (ejército israelí). Del lado israelí fallecieron 13 personas, 10 de ellas soldados (4 por fuego amigo) y 3 civiles. El conflicto destruyó o dañó decenas de miles de hogares, 15 de los 27 hospitales de la Franja de Gaza y 43 de sus 110 clínicas de atención primaria, 235 escuelas, 800 pozos de agua, 186 invernaderos y cerca de 10 000 granjas. Unos 50 000 palestinos quedaron sin hogar, cerca de medio millón sin agua corriente y un millón sin electricidad, todo lo cual ocasionó una seria escasez de comida. La población de Gaza todavía sufre la pérdida de las instalaciones y las viviendas que quedaron devastadas en la guerra de 2008, especialmente debido a las grandes dificultades que plantea su reconstrucción. 
Hacia febrero de 2009, la disponibilidad de comida volvió a niveles anteriores a la guerra, si bien se padeció una importante escasez de productos frescos debido al importante daño ocasionado al sector agrícola.

#### La Franja de Gaza desde la Guerra de 2008

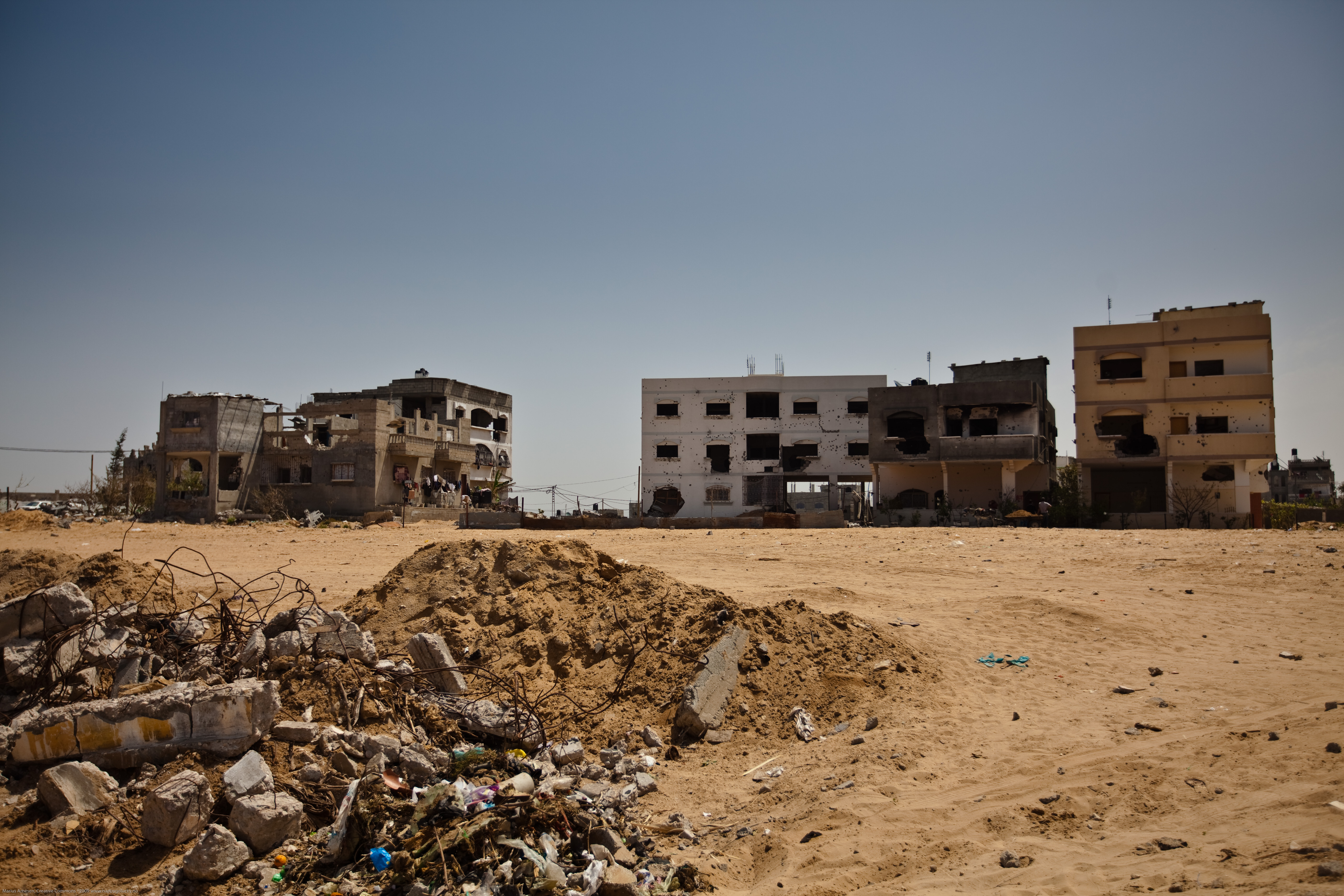
Edificios dañados durante el conflicto del 2008-2009.

El 31 de mayo de 2010 la Marina de Israel llevó a cabo un ataque a la llamada «Flota de la Libertad»; unas embarcaciones donde iban unos 633 voluntarios de diferentes nacionalidades, entre ellos activistas de diferentes ONG, veinte europarlamentarios y un Premio Nobel de la Paz, con el objetivo de llevar ayuda humanitaria y romper el bloqueo naval impuesto por Israel sobre la Franja de Gaza. En el ataque asesinaron a nueve activistas, la mayoría turcos, e hirieron a una treintena más. Para justificarse, el gobierno israelí los vinculó a Al Qaeda, Hamás y la Yihad Islámica.
El primer ministro israelí, Benjamín Netanyahu, reconoció que existe «presión internacional» sobre su país para poner fin al bloqueo a Gaza, pero recalcó que este continuará «por aire, mar y tierra» con el objetivo de «preservar la seguridad de Israel y su derecho a defenderse a sí mismo».
Entre el 14 y el 21 de noviembre del año 2012, la Franja de Gaza fue duramente bombardeada por Israel en el marco de la Operación Pilar Defensivo: más de 150 personas murieron y 1200 resultaron heridas. El 8 de julio de 2014 comenzó un nuevo asalto a la Franja en el ámbito de la Operación Margen Protector, en la cual perdieron la vida cerca de 2000 palestinos, siendo la gran mayoría civiles y setenta israelíes.
Actualmente, los principales puntos para entrar o salir de la Franja son, al norte, el Paso de Erez, que conecta la Franja de Gaza con Israel y al sur el Paso de Rafah, que la conecta con Egipto. El paso de Karni, situado al este y utilizado para mercancías, se cerró en 2011. Israel controla la frontera norte y este, así como sus aguas territoriales y su espacio aéreo. Egipto controla la frontera sur gracias a un acuerdo con Israel, mediante el cual el paso de Rafah está supervisado gracias a cámaras de vigilancia especiales. Ninguno de los dos países permite el libre acceso a o desde Gaza y ambas fronteras están militarmente fortificadas.
La Marcha del Retorno fue una campaña convocada desde el 30 de marzo de 2018, durante el Día de la Tierra palestina, en la que decenas de miles de palestinos participaron frente a la frontera israelí en la Franja de Gaza. Las fuerzas israelíes mataron hasta finales de enero de 2019 a al menos 312 manifestantes palestinos, incluidos médicos, periodistas, discapacitados y al menos 59 niños. Aproximadamente 29 000 manifestantes resultaron heridos, (entre ellos, 370 médicos y enfermeros, 3565 niños, 1168 mujeres y 104 ancianos), todos ellos en territorio gazatí, de los que más de 17 000 recibieron impactos de bala. Más de 120 manifestantes sufrieron amputaciones por las heridas de bala.
En febrero de 2019, una comisión de investigación de Naciones Unidas concluía que la violencia perpetrada por Israel durante las manifestaciones en las inmediaciones de Gaza podía “constituir crímenes de guerra o crímenes de lesa humanidad”.
Desde octubre del año 2023 se lleva a cabo la Guerra de Gaza comenzada con la ofensiva de Hamás en territorio de Israel y con el ejército israelí invadiendo y tomando control del norte de la Franja con acusasiones de violaciones a los derechos humanos y de genocidio, sin intenciones de un plan posterior a la ofensiva, según advierten expertos
Tras 15 meses de conflicto, Israel y Hamás llegaron a una tregua el 15 de enero de 2025, desde entonces se están llevando a cabo liberaciones de rehenes e intercambio de prisioneros, actualmente las negociaciones continúan.
Se destaca, el aún no llevado a cabo, plan del Presidente Donald Trump junto Benjamin Netanyahu para ceder el control de la Franja de Gaza a Estados Unidos para facilitar la reconstrucción de la misma, sin embargo, Donald Trump plantea desplazar a 2.000.000 de palestinos que viven actualmente en la Franja de Gaza, hacia países como Egipto y Jordania.

#### Guerra de Gaza de 2023-25
La guerra de Gaza comenzó el 7 de octubre de 2023 y ha causado la muerte de más de mil israelíes y de decenas de miles de palestinos, además de una destrucción generalizada y una crisis humanitaria en Gaza que muchos han descrito como un genocidio. Mientras tanto, la región circundante ha experimentado una creciente inestabilidad y combates. El primer día fue el más mortífero en la historia de Israel, y la guerra es la más mortífera para los palestinos en el conflicto en general.
El 7 de octubre, mientras los israelíes celebraban la festividad de Simjat Torá, grupos armados de milicianos palestinos, principalmente de Hamás y de la Yihad Islámica Palestina, lanzaron un ataque contra Israel desde la Franja de Gaza que comenzó con una andanada de cohetes y que siguió con un ataque de comandos en camionetas, motocicletas y parapentes motorizados. El ataque, denominado «Operación Inundación de Al-Aqsa», tomó a Israel por sorpresa pese a ocurrir al día siguiente del cincuenta aniversario de la guerra de Yom Kipur. Israel respondió poco después con una de las campañas de bombardeos más destructivas de la historia moderna e invadió la Franja de Gaza el 27 de octubre.
El ataque supuso la primera vez en la historia que Israel perdió el control de parte de su territorio durante un periodo prolongado de tiempo, durante el cual los milicianos palestinos capturaron a un total de 251 rehenes, y mataron a 695 civiles israelíes (incluidos 36 menores de edad), 71 civiles extranjeros y 373 soldados y policías. Human Rights Watch denunció que el ataque deliberado contra civiles, los ataques indiscriminados y la toma de civiles como rehenes constituyen crímenes de guerra según el derecho internacional humanitario. Todo esto llevó al Gobierno de Israel a declarar el estado de guerra por primera vez desde la guerra de Yom Kipur en 1973. El 28 de octubre, las Fuerzas de Defensa de Israel (FDI) comenzaron a enviar tanques e infantería a la Franja de Gaza respaldados por ataques masivos desde el aire y el mar. Tras una pausa de siete días en la que se intercambiaron rehenes israelíes por presos palestinos y se permitió la entrada restringida de ayuda humanitaria a la Franja de Gaza, las hostilidades se reanudaron el 1 de diciembre de 2023 y se extendieron hasta la entrada en vigor de un nuevo alto el fuego el 19 de enero de 2025.
Según cifras proporcionadas por el Ministerio de Salud de Gaza, el ataque israelí contra la Franja de Gaza ha provocado la muerte de al menos 58 026 personas, en su gran mayoría civiles, entre ellos 17 400 niños (incluidos 916 bebés menores de un año), 2955 personas mayores de 60 años y más de 11 800 mujeres, lo que asciende al 72 % de los fallecidos. Además, ha causado más de 138 520 heridos (incluidos 8663 niños y 19 000 mujeres) y más de 14 400 desaparecidos, lo que elevaría la cifra de fallecidos aún más. Más allá de las muertes ocasionadas directamente por ataques israelíes, diversos estudios han ubicado la cifra real de víctimas mortales (incluidas las causadas por la destrucción del sistema sanitario gazatí, la difusión de enfermedades y la hambruna) en unas 186 000 personas a mediados de julio, y las han estimado en 335 500 para finales del año 2024. Además, los ataques y las órdenes de evacuación israelíes, que se han extendido hasta cubrir el 86% de la superficie de la Franja, han provocado el desplazamiento forzado de dos millones de gazatíes (incluidos 893 000 niños), obligados a permanecer en un campamento de desplazados, el de Mawasi, con una superficie equiparable a la del aeropuerto internacional de Shanghái. A mediados de marzo de 2024, la Franja registraba ya la mayor proporción del mundo de personas viviendo en privación de alimentos, con uno de cada cinco niños en estado de malnutrición severa.
Algunas de las acciones militares de Israel en territorio palestino han sido blanco de críticas por parte de la comunidad internacional por constituir violaciones del derecho internacional humanitario calificables como crímenes de guerra o crímenes de lesa humanidad, entre las que se cuentan el empleo contra población civil de fósforo blanco, el asesinato de trabajadores humanitarios, personal sanitario y periodistas, el «cerco total» y corte de suministros a la población civil como «castigo colectivo», la orden de evacuación de civiles bajo amenaza de un ataque inminente, sin que existan lugares seguros donde ir ni una forma segura de llegar, el uso del hambre como arma de guerra, el recurso a los asesinatos deliberados, el crimen de exterminio y el de persecución, la destrucción intencionada de mezquitas, iglesias y cementerios, el asesinato de prisioneros de guerra, el robo de órganos, el pillaje, la violencia sexual como arma de guerra y la destrucción deliberada de viviendas.
En este contexto, el 29 de diciembre de 2023, Sudáfrica presentó un caso ante la Corte Internacional de Justicia, acusando a Israel de incumplir sus obligaciones bajo la Convención sobre el Genocidio de 1948 en sus ataques en la Franja de Gaza. El 26 de enero de 2024, la Corte Internacional de Justicia dictaminó de manera provisional que había indicios de que se estuviese cometiendo un genocidio y ordenó una serie de medidas cautelares mientras se desarrollase la investigación oficial. Paralelamente, el 21 de noviembre de 2024, la Corte Penal Internacional emitió órdenes de arresto internacional contra el primer ministro de Israel Benjamín Netanyahu, el exministro de Defensa del país, Yoav Galant, y el líder del brazo armado de Hamás, Mohamed Deif, por los presuntos crímenes de guerra y contra la humanidad cometidos en la guerra de Gaza.

## Gobierno y política
La Franja de Gaza fue administrada por Egipto desde 1948 hasta que en 1967 fue conquistada y ocupada militarmente por Israel. En el año 2005 el ejército israelí se retiró unilateralmente, aunque siguió manteniendo el control de sus fronteras, su espacio aéreo y sus aguas territoriales. A pesar de que el gobierno israelí declaró formalmente el fin de la ocupación militar, tanto Human Rights Watch como la Unión Europea, los Estados Unidos, la ONU y otros organismos consideran que esta continúa, ya que Israel controla el espacio aéreo, las aguas territoriales y todos los movimientos de la población o de las mercancías por tales medios.
En las elecciones parlamentarias palestinas del 2006 Hamás consiguió el 42 % de los votos y 74 de los 132 escaños (el 56 %). Cuando Hamás asumió el poder al mes siguiente, el gobierno israelí, los EE. UU. y la UE se negaron a reconocer su derecho a gobernar la ANP, cortando todas las ayudas económicas directas, aunque parte de ellas se redirigieron hacia organizaciones humanitarias no afiliadas con el gobierno. El trastorno político y el estancamiento económico resultante obligó a muchos palestinos a emigrar de la Franja.

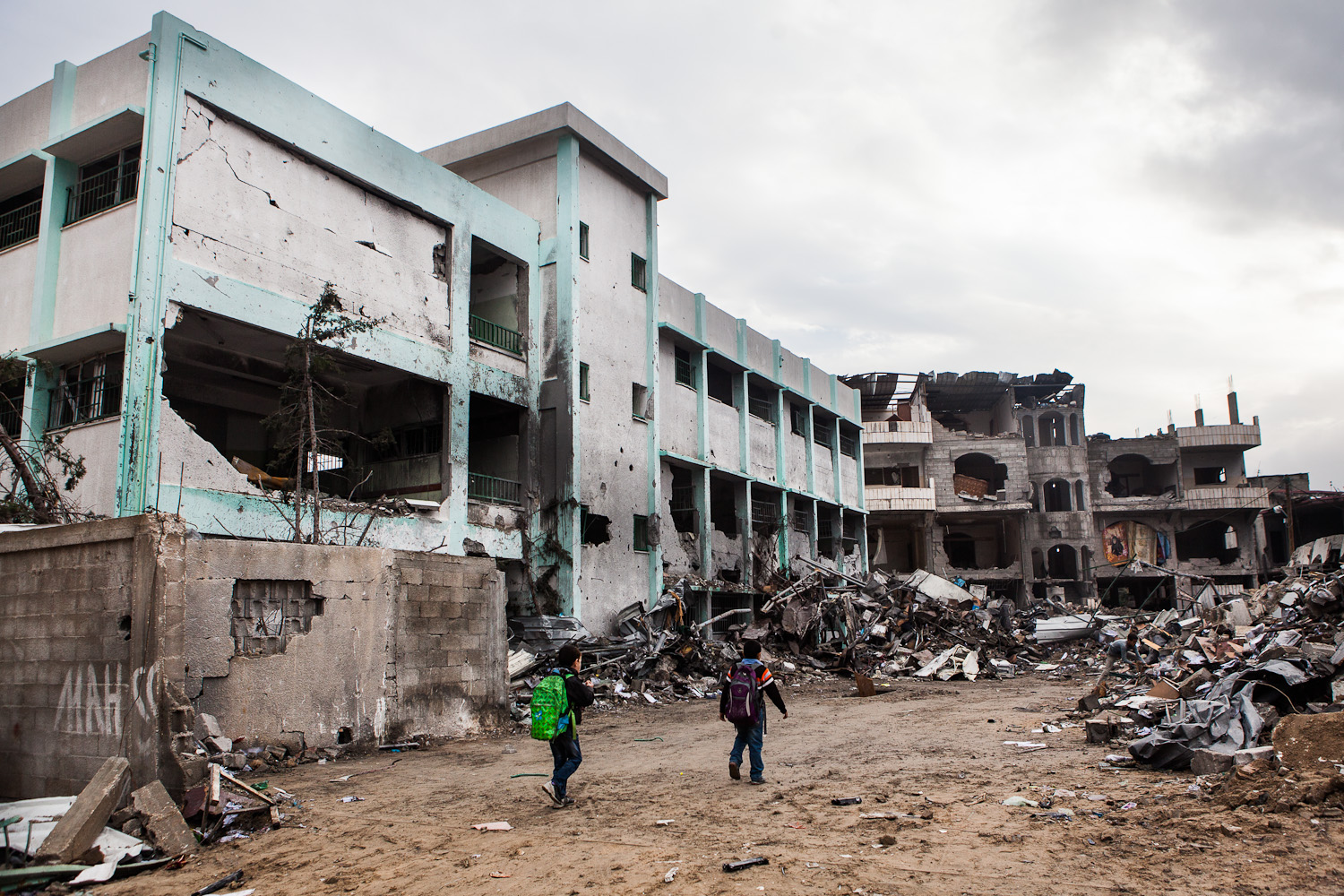
Escuela de la ONU dañada y restos del Ministerio del Interior en la ciudad de Gaza, diciembre de 2012.

El 17 de marzo del 2007, como consecuencia de la victoria de Hamás en Gaza se formó un Gobierno de unidad nacional palestino encabezado por Ismail Haniya. Pero ya desde enero del mismo año se entablaron combates intermitentes entre Hamás y Fatah que produjeron más de 600 muertos, de los cuales 160 en junio solo, en el curso de la denominada Batalla de Gaza, por la cual Hamás obtuvo el control total de la Franja. Para el 14 de junio Hamás había tomado todas las instituciones de gobierno y reemplazando a Fatah y a otros oficiales gubernamentales por sus propios hombres. El presidente palestino Mahmud Abás respondió declarando el estado de emergencia, disolviendo el gobierno de unidad, formando otro sin participación de Hamás y deteniendo a sus miembros en Cisjordania. En junio de 2008 Egipto, Jordania y Arabia Saudita declararon que solamente reconocían como legítimo gobierno de Palestina al formado por Abás y Egipto trasladó su embajada desde Gaza a Cisjordania.
El 4 de mayo de 2011 se alcanzó un acuerdo político de reconciliación nacional entre Fatah y Hamás, que implicaba la formación de un gobierno conjunto y la preparación de elecciones parlamentarias y presidenciales en ocho meses, pero no se pudo llevar a cabo. Un nuevo intento de reconciliación se formalizó en Doha en 2012, pero tampoco llegó a aplicarse.

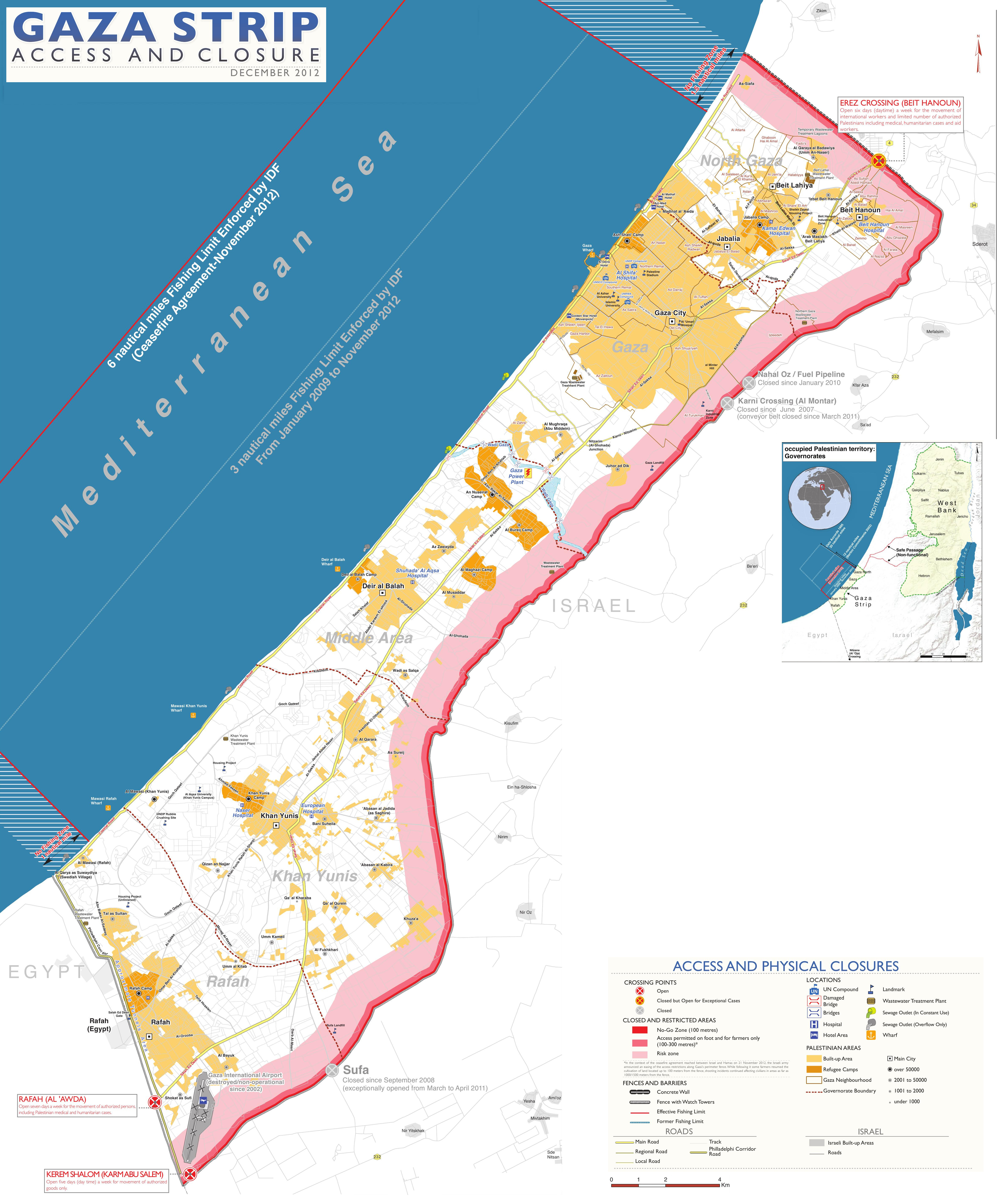
Franja de Gaza en 2012, con las áreas limitadas en la zona de pesca y la frontera controlada por Israel.

A principios de septiembre de 2012 se anunció en la Franja la formación del segundo gobierno dominado por Hamás desde la ruptura de 2007 con la ANP. La reconstrucción del gobierno anterior fue aprobada por los parlamentarios gazatíes de la Asamblea Legislativa Palestina (Parlamento). Siete nuevos ministros fueron designados para el nuevo gobierno. El primer ministro Ismail Haniya anunció que las prioridades serían terminar con el bloqueo y facilitar la vida de los ciudadanos, especialmente con respecto al acceso al agua y la electricidad.
Tras años de negociaciones y rupturas sucesivas entre ambas partes, se logró un acuerdo de reconciliación el 23 de abril de 2014 que dio paso, el 2 de junio de 2014, a la formación de un gobierno de unidad presidido por Mahmud Abbas y compuesto por 17 ministros designados por ambos grupos. Los tres ministros residentes en la Franja de Gaza no pudieron asistir a la toma de posesión en Ramala porque Israel no les autorizó a salir. Abbas declaró que el nuevo gobierno reconocía al Estado de Israel y mantenía su compromiso de buscar un acuerdo de paz al conflicto con Israel. Se dio también seis meses de plazo para convocar nuevas elecciones presidenciales y legislativas.
El Departamento de Estado de los Estados Unidos aseguró que estaba «dispuesto a trabajar con el nuevo Gobierno, siempre que respete los principios reiterados por Abbas». En respuesta al acuerdo con Hamás y antes de que acabase el plazo de nueve meses que las partes habían fijado para redactar un borrador de acuerdo de paz, el jefe del ejecutivo israelí, Benjamin Netanyahu, interrumpió las negociaciones de paz que se mantenían con el gobierno de Mahmud Abbas bajo los auspicios de los Estados Unidos.

### Otras organizaciones políticas
La Yihad Islámica Palestina es una organización militante palestina que opera en Gaza y Cisjordania y ha sido considerado un grupo terrorista por los EE. UU., UE y otros países. Está financiada principalmente por Irán, siendo el segundo grupo más importante de militantes islámicos en Gaza, con 8000 combatientes. En junio de 2013, la Yihad Islámica rompió sus lazos con los líderes de Hamás después de que su policía disparara y matara al comandante de la rama militar de la organización.

## Organización político-administrativa
La Franja de Gaza es un territorio perteneciente de jure a la Autoridad Nacional Palestina, aunque de facto sea una entidad autogobernada. 5 de las 16 gobernaciones en las que se divide la Autoridad Nacional Palestina se encuentran en la Franja. Sus localidades principales son Gaza, Rafah, Jan Yunis, Jabaliya, Dayr al Balah, Beit Hanoun y Beit Lahia.
|  |

| Nombre                        | Población (2007) | Área (km²) |
| ----------------------------- | ---------------- | ---------- |
| Gobernación de Gaza del Norte | 290 843          | 61         |
| Gobernación de Gaza           | 524 001          | 70         |
| Gobernación de Deir el-Balah  | 216 494          | 56         |
| Gobernación de Jan Yunis      | 290 399          | 108        |
| Gobernación de Rafah          | 177 632          | 65         |
| Total                         | 1 499 369        | 360        |

## Demografía

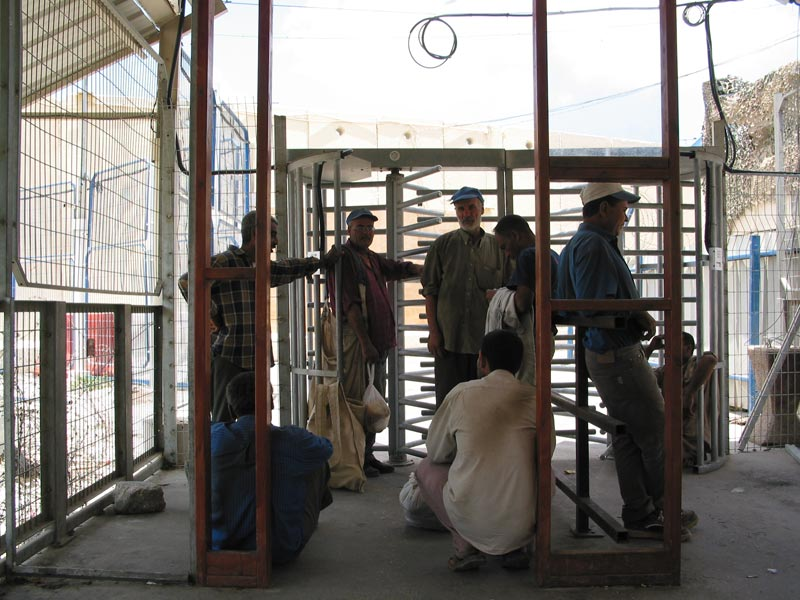
Paso fronterizo de Erez.

En la Franja de Gaza vivían 1 943 398 personas en julio de 2017, según las cifras de la Oficina Central de Estadísticas de Palestina. Por otro lado, el CIA World Factbook ofrece una cifra inferior para la población gazatíː 1.795.183 habitantes. La Franja de Gaza ocuparía el lugar 151 del mundo en términos de población si fuese un estado independiente. Gran parte de la población de la Franja de Gaza es descendiente de los refugiados que fueron expulsados o tuvieron que huir ante el avance de las tropas israelíes en la guerra árabe-israelí de 1948 (el 26 % del total de refugiados generados en ese conflicto). UNRWA, la agencia de la ONU responsable de los refugiados palestinos, tiene registrados 1 388 668 refugiados en la Franja de Gaza.
La mayor parte son musulmanes sunitas, con un pequeño número de árabes cristianos estimado en unos 2000-3000, lo que hace un 0,2 % del total.
Aunque anteriormente su población estaba creciendo alrededor de un 4 % al año, según estimaciones de 2017, la Franja de Gaza tiene un crecimiento demográfico anual del 2,3 %, el 33.º más alto del mundo. Teniendo en cuenta que el territorio de Gaza, con 41 km de longitud y entre 6 y 12 km de anchura, tiene un área total de 365 km², la densidad de población de esta región es una de las más altas del mundo con 4073 hab/km² en 2009, y la capacidad para construir las nuevas casas e infraestructuras necesarias para su desarrollo es muy limitada.

## Religión y cultura

### Ley islámica en Gaza
De 1987 a 1991, durante la Primera Intifada, Hamás hizo una campaña de islamización de Gaza, que incluía el uso del velo islámico o hijab y otras medidas (como la promoción de la poligamia, la segregación de las mujeres y los hombres e insistir en que permanezcan en casa). En el transcurso de esta campaña, las mujeres que decidieron no usar el hijab fueron acosadas verbal y físicamente por activistas de Hamás, lo que llevó a llevar hijabs "solo para evitar problemas en las calles".
En octubre de 2000, extremistas islámicos quemaron el Hotel Windmill, propiedad de Basil Eleiwa, cuando supieron que había servido alcohol.

### Salafismo

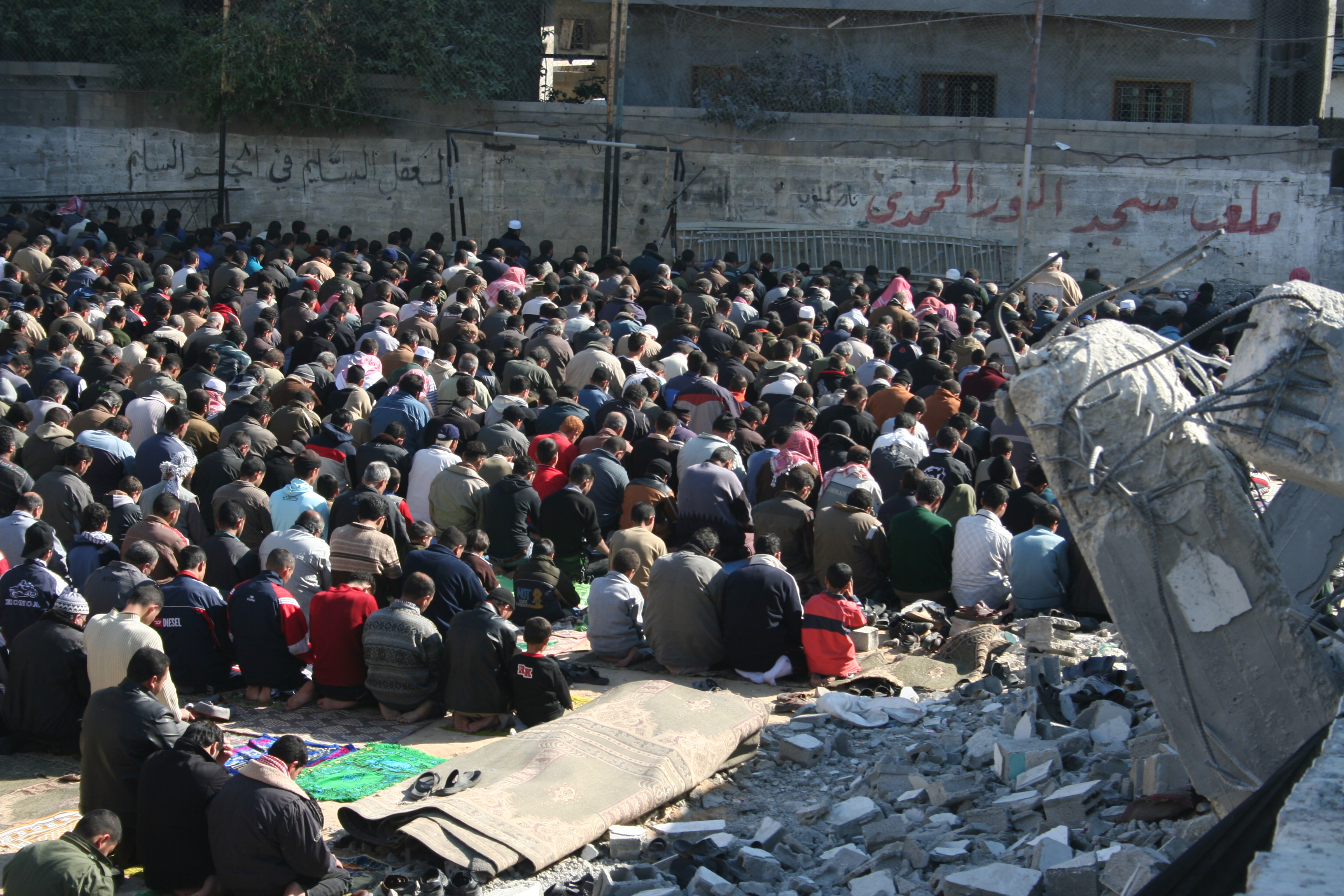
Musulmanes realizando el ṣalāt (oración).

Además de Hamás, un movimiento salafista comenzó a aparecer alrededor de 2005 en Gaza, caracterizado por "un estilo de vida estricto basado en el de los primeros seguidores del Islam". A partir de 2015, se estima que hay "cientos o tal vez algunos miles" de salafistas en Gaza. Los diversos conflictos con Israel han debilitado el apoyo de la población a Hamás, lo que ha ocasionado que algunos de los salafistas se hayan asociado al Estado Islámico, algo contra lo que Hamás, vinculado a los más moderados Hermanos Musulmanes, ha jurado luchar.
El movimiento se ha enfrentado con Hamás en varias ocasiones. En 2009, un líder salafista, Abdul Latif Moussa, declaró un emirato islámico en la ciudad de Rafah, en la frontera sur de Gaza. Moussa y otras 19 personas murieron cuando las fuerzas de Hamás irrumpieron en su mezquita y su casa. En 2011, los salafistas secuestraron y asesinaron a un activista propalestino italiano, Vittorio Arrigoni. Después de esto, Hamás nuevamente tomó medidas para contrarrestar a sus competidores salafistas.

### Persecución religiosa
Hasta hace poco vivían alrededor de 1300 cristianos en la Franja de Gaza, pero el número de cristianos está disminuyendo rápidamente y su patrimonio destruido. La persecución y la presión de los musulmanes para su conversión al islam, ha hecho que aproximadamente 100 cristianos abandonen Gaza cada año.
En octubre de 2007, Rami Ayyad, el gerente bautista de The Teacher's Bookshop, la única librería cristiana en la Franja de Gaza, fue asesinado, tras el bombardeo incendiario de su librería y la recepción de amenazas de muerte por parte de extremistas musulmanes.

## Situación humanitaria
El 6 de marzo de 2008, varias ONG pro-derechos humanos presentaron un informe en el que consideraban que la situación de la población de la Franja de Gaza era la peor desde la guerra de los Seis Días, calificando a la Franja como "una cárcel". Según este informe, el bloqueo llevado a cabo por el ejército israelí contra ella influyó negativamente en el empleo, llevando la tasa de paro hasta el 40 %; en la industria, suspendiéndose el 90 % de la actividad industrial de la Franja; y en la capacidad económica de sus habitantes, que dependen en un 80 % de la ayuda humanitaria extranjera. Su declaración por parte de Israel como "entidad hostil" supuso el corte del suministro de electricidad, combustible, mercancías y agua.
En 2013, la ONU publicó un informe titulado "Gaza en 2020: ¿un lugar habitable?" en el que afirmaba que "la Franja de Gaza será inhabitable en 2020 a menos que se modifique la situación actual. (...) La demanda de electricidad se duplicará, el daño del acuífero costero será irreversible y cientos de nuevas escuelas y servicios sociales serán necesarios para dar servicio a una población creciente". La situación desde entonces se ha modificado a peor, con importantes retrocesos como los que supuso la guerra de 2014 con Israel, el mantenimiento del bloqueo israelí o la decisión de los EE. UU. de cortar la ayuda humanitaria destinada a UNRWA, que gestiona los campamentos de refugiados de la Franja.
En 2017, después de las guerras de 2012 y 2014 (con un total de 2500 palestinos y 72 israelíes muertos), Robert Piper, el coordinador humanitario [de la ONU] para los territorios palestinos ocupados, dijo: "La degradación de la situación se ha acelerado con más rapidez de lo que se preveía (…). Puede que Gaza ya sea inhabitable.

### Libertad de prensa
Según el periódico estadounidense The New York Times, durante el gobierno de Hamás (establecido en 2006), se restringió qué podía la prensa reportar en Gaza, se limitó su movimiento, se interrogó a sus entrevistados y traductores, y se deportó a periodistas extranjeros a cuyos reportes Hamás objetó.

## Educación

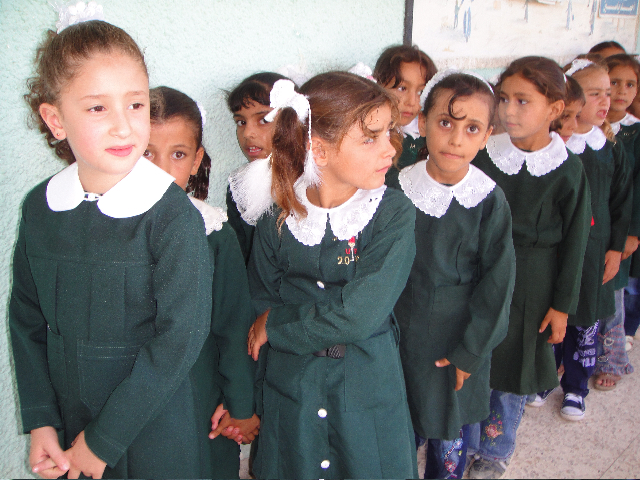
Alumnas de una escuela de Gaza en fila antes de entrar en clase (2009).

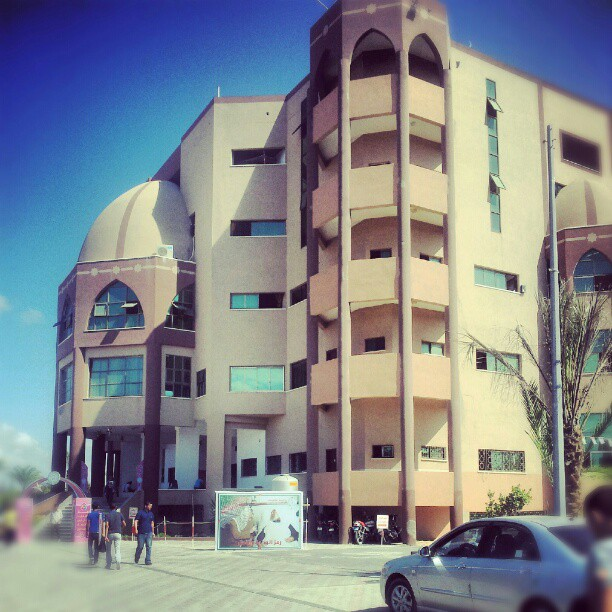
Edificio de la Universidad de Palestina, una universidad privada en Al-Zahra.

En 2010, el analfabetismo entre la juventud gazatí era inferior al 1 %. En 2012 había cinco universidades en la Franja y ocho nuevas escuelas en construcción. De acuerdo con las cifras de la Agencia de la ONU para los refugiados de Palestina en Oriente Próximo (UNRWA), hay 640 escuelas donde estudian un total de 441 452 alumnos. De ellas, 383 pertenecen al gobierno, 221 a la propia UNRWA y 36 son privadas.
El Community College of Applied Science and Technology (CCAST) fue fundado en 1998 en la ciudad de Gaza. En 2003, la institución se mudó a un nuevo campus y en 2006 fundó el Gaza Polytechnic Institute (GPI) en el sur de la Franja. En 2007, la institución recibió la acreditación para conceder títulos universitarios como University College of Applied Sciences (UCAS). En 2010 estaban matriculados 6000 estudiantes en ocho departamentos que ofrecían más de cuarenta especialidades.
En junio de 2011, gazatíes que habían perdido sus casas en la segunda intifada y que veían con preocupación la inactividad de la UNRWA en su reconstrucción, bloquearon algunos de los equipamientos de ésta, obligándola a cerrar su departamento de emergencias, servicios sociales y almacenes de suministros, impidiendo además que se celebraran sus campos de verano.

## Salud
En la Franja hay hospitales y otras instalaciones médicas complementarias. En 2012 dos hospitales financiados por Turquía y Arabia Saudita estaban en construcción.

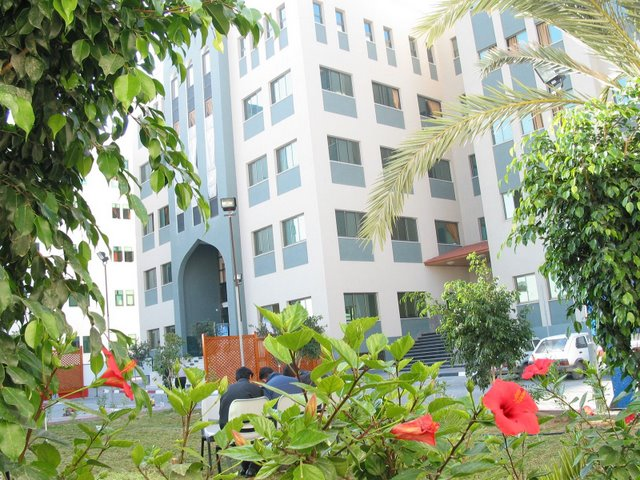
University College of Applied Sciences (UCAS), el mayor de Gaza.

La tasa de mortalidad infantil es de 16,55 fallecimientos por cada 1000 nacimientos, lo que la sitúa en el puesto 104.º a nivel mundial. De acuerdo con el índice de pobreza humana estaría en el lugar 24.º empezando por el final de una lista de 135 países. Según los líderes de la Franja, la mayoría de la ayuda médica que se les entrega está caducada. Mounir el-Barash, director de donaciones en el departamento de salud, afirma que el 30 % de la ayuda está usada. Aquellos gazatíes que quieren asistencia médica en hospitales israelíes han de solicitar un permiso especial médico. En 2007 concedieron 7176 permisos y denegaron 1627.
Un estudio dirigido por la Universidad Johns Hopkins y Al-Quds University para CARE Internacional (Cooperative for Assistance and Relief Everywhere) a finales de 2002 reveló niveles muy altos de deficiencias dietéticas entre la población palestina. Según el informe, el 17,5 % de los niños entre los 6 y 59 meses sufrían de malnutrición crónica; el 53 % de las mujeres en edad reproductiva y el 44 % de los niños estaban anémicos. La Organización Mundial de la Salud (OMS) ha expresado su preocupación acerca de las consecuencias para la salud de los gazatíes que pueden tener la fragmentación política interna palestina, el declive económico, las acciones militares y el aislamiento físico, psicológico y económico que padecen. En un estudio llevado a cabo en los territorios ocupados en 2012, la OMS informó de que aproximadamente el 50 % de los niños con menos de dos años y el 39,1 % de las mujeres embarazadas que recibían cuidados en Gaza sufrían de anemia por deficiencia de hierro. La organización se encontró también con que la malnutrición crónica que tenían los niños con menos de cinco años no estaba mejorando y podía deteriorarse.
El director del departamento de tumores en la sangre del hospital Al-Rantisy de Gaza ha observado un incremento de los cánceres en la sangre: para marzo de 2010 su departamento ya había visto 55 casos en ese año, mientras que normalmente se encontraban con entre 20 y 25 casos anuales. De acuerdo con el Programa de las Naciones Unidas para el Desarrollo (PNUD), la esperanza media de vida en la Franja es de 72 años.
El acceso a la atención médica se ha visto seriamente comprometido por el embargo. Los hospitales tienen escasez de medicamentos, equipos y camas para tratar a los enfermos. El sistema de salud en la Franja de Gaza sufre, entre otras cosas, la prohibición de importar artículos de primera necesidad, la falta de personal, los cortes de electricidad y los daños causados por la artillería israelí. Más del 50 % de los medicamentos básicos son inaccesibles, el 65 % de los pacientes con cáncer se ven privados de tratamiento, una gran parte de las intervenciones quirúrgicas no pueden efectuarse.

## Cultura y deportes
La Franja de Gaza ha sido la cuna de una significativa rama del movimiento palestino de arte contemporáneo desde mediados del siglo XX. Entre los artistas más destacados se cuentan pintores como Fayez Sersawi, Abdul Rahman al Muzayan e Ismail Shammout, y artistas mediáticos como Taysir Batniji (que vive en Francia) y Laila al Shawa (que vive en Londres). Una generación emergente de artistas es activa también en organizaciones no lucrativas como Windows From Gaza y Eltiqa Group, que regularmente son anfitriones de exhibiciones y eventos abiertos al público.
En 2010 se inauguró la primera piscina olímpica de la Franja en el club As-Sadaka, cuyo equipo de natación ha ganado varias medallas de oro y plata en las competiciones palestinas de natación.

## Economía
El desempleo se eleva en 2019 al 53 % de la población activa, la pobreza alcanza a más de una de cada dos personas y la economía local se ha derrumbado (-6,9 % de crecimiento en 2018). Asimismo, las infraestructuras y “las capacidades productivas se han destruido”, subraya la UNCTAD (Conferencia de las Naciones Unidas sobre Comercio y Desarrollo).
El gobierno israelí utiliza medidas económicas para presionar a Hamás: entre otras incita a empresas israelíes como bancos y compañías petroleras para que abandonen sus negocios en la Franja. El papel que juegan las corporaciones privadas en las relaciones entre Israel y Gaza es una cuestión que no ha sido bien estudiada en toda su extensión.
Debido al bloqueo que sufre la Franja, la zona continúa dependiendo económicamente de la ayuda humanitaria de la ONU, que llega a través de Israel, aunque los bloqueos militares dificultan esta ayuda. Las mujeres de Gaza trabajan por lo general en las labores del hogar, construyendo así la base de la sociedad (educando a los niños) o en las industrias locales de artesanía, ya que el hombre tiene la responsabilidad de mantener a su esposa e hijos.

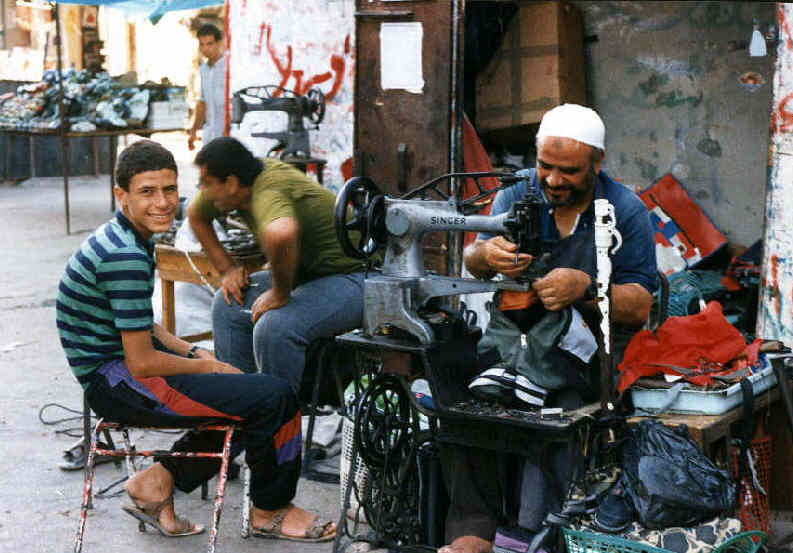
Industria informal.

Así, los ingresos familiares son obtenidos por los hombres y los hijos mayores, que trabajan en las industrias de servicios (36 %), en la construcción (33 %), en la agricultura (20 %) y en otras actividades industriales (10 %). Aproximadamente el 40 % de estos puestos de trabajo se hallan en Israel; sin embargo, los problemas políticos interrumpen con frecuencia el flujo de trabajadores hacia ese país.
Esto ha causado grandes privaciones a la población palestina, ya que el 35 % de su producto nacional bruto (PNB) proviene de los salarios conseguidos en Israel. Los proyectos promovidos por empresas internacionales para crear empleo local y mejorar la calidad de vida en Gaza (que incluyen la construcción de nuevas viviendas y la creación de un sistema de tratamiento de aguas residuales) aún no han sido puestos en marcha.
Las exportaciones de cítricos a Europa se han incrementado, aunque debido a la escasez de agua y a las pocas tierras disponibles, la actividad agrícola no puede sostener por sí sola a la población.
El sector agrario ha disminuido más del 30 % entre 2014 y 2019 debido al establecimiento de una zona de exclusión militar por el ejército israelí

### Pesca
En el año 2000, la Franja de Gaza contaba con unos 10 000 pescadores a falta de poder acceder a las aguas rebosantes de peces —Israel los excluye del 85 % de las zonas marítimas a las que, sin embargo, les da acceso el derecho internacional—, las dos terceras partes tuvieron que retirarse: ya solo quedan 3500 pescadores en la actualidad, entre los cuales el 95 % vive por debajo del umbral de la pobreza (menos de 5 euros al día), frente al 50 % en 2008.
Los pescadores son regularmente víctimas de los francotiradores israelíes. Durante la primera mitad de 2019, las fuerzas navales israelíes abrieron fuego más de 200 veces contra los pescadores, hiriendo a unos 30 de ellos y apoderándose de una docena de barcos. Dos marineros fueron asesinados en 2018.

### Electricidad
Desde la destrucción por parte de Israel de la única central eléctrica, en junio de 2006, el acceso a la electricidad es aleatorio. Reconstruida en parte, la central, a la que le falta combustible, solo funciona a un 20 % de sus capacidades. Así pues, el territorio debe abastecerse principalmente de Israel, que proporciona electricidad —facturada a la Autoridad Palestina de Cisjordania— en cantidades limitadas, que solo permiten a los residentes tener acceso a la electricidad unas diez horas al día, a diferentes horas del día.